# アメリカ同時多発テロ事件
アメリカ同時多発テロ事件（アメリカどうじたはつテロじけん、英: September 11 attacks）は、2001年9月11日にイスラム過激派テロ組織アルカーイダによって行われたアメリカ合衆国に対する4つの協調的なテロ攻撃。9.11事件（きゅういちいちじけん）や9.11（きゅうてんいちいち）などと呼称される場合もある。
一連の攻撃で日本人24人を含む2,977人が死亡、25,000人以上が負傷し、少なくとも100億ドル（日本円で約1兆5750億円）のインフラ被害・物的損害に加え、長期にわたる健康被害が発生した。アメリカの歴史上、最も多くの消防士と法執行官が死亡した事件である（殉職者はそれぞれ343人と72人）。また、この事件を契機としてアフガニスタン紛争が勃発し、世界規模での対テロ戦争が始まった。

## 概要
2001年9月11日（火曜日）の朝、アメリカ合衆国北東部の空港から西海岸に向けて出発した旅客機計4機が、イスラム原理主義過激派アルカーイダのメンバー計19人にハイジャックされた。
ワールドトレードセンターへのテロ攻撃
アメリカン航空11便とユナイテッド航空175便の2機はニューヨーク州ニューヨークのワールドトレードセンター（世界貿易センタービル）に向かい、午前8時46分（日本時間11日午後9時46分）にアメリカン航空11便がノースタワー（北棟）に、午前9時3分（日本時間午後10時3分）にユナイテッド航空175便がサウスタワー（南棟）に激突した。
南棟はハイジャック機の突入から56分後、北棟は1時間42分後に倒壊し、それに伴う衝撃と火災は7 ワールドトレードセンタータワー（47階建て）を含むワールドトレードセンター内の全ての建物への一部または全体への破壊を引き起こしただけでなく、周囲10ヵ所の大型構造物に甚大な損傷を与えた。
ペンタゴンへのテロ攻撃
3機目のアメリカン航空77便は、午前9時37分（日本時間午後11時37分）にバージニア州アーリントン郡のペンタゴン（アメリカ国防総省本庁舎）に激突し、建物の西側を部分的に倒壊させた。
テロ攻撃の失敗
4機目のユナイテッド航空93便はコロンビア特別区に向けて飛行していたが、乗員乗客がハイジャック犯の制圧を試みた結果、ペンシルベニア州ストーニークリーク郡区の野原に墜落した。
ワールドトレードセンターおよび周辺のインフラへの破壊は、ニューヨークの経済に深刻な打撃を与え、世界市場にも大きな影響を与えた。米国とカナダの民間空域は9月13日まで閉鎖され、ウォール街は9月17日まで閉鎖された。新たな攻撃への恐怖と警戒心から多くの閉鎖や避難、キャンセルが続いた。
捜査の結果、アルカーイダの指導者であるウサーマ・ビン・ラーディンに疑いを向けた米国は、テロから約1ヵ月後の2001年10月、有志連合諸国と共に軍事作戦を開始した。アフガニスタンを攻略し、同国からのアルカイダの放逐と、テロの首謀者とみられるビン・ラーディンの身柄引き渡しに応じなかったタリバン政権を同年11月に事実上崩壊させた。ビン・ラーディンは当初、事件への自身の関与を否定していたが、2004年にテロ攻撃の責任が自らにあることを認めた。
アルカイダとビン・ラーディンは、アメリカのイスラエル支援、サウジアラビアへのアメリカ軍の駐留、幼児50万人が犠牲になったといわれるイラクに対する制裁などをテロの理由に挙げた。ビン・ラーディンはテロから10年近く捕捉を逃れ、パキスタン国境付近に潜伏していたが、テロから約10年後の2011年5月、アメリカ軍の急襲により殺害された。
ワールドトレードセンター跡地の清掃は2002年5月に完了し、ペンタゴンは1年以内に修復された。1 ワールドトレードセンターの建設は2006年11月に始まり、2014年11月に開業した。ニューヨーク市の911メモリアル&ミュージアム、バージニア州アーリントン郡のペンタゴンメモリアル、ペンシルベニア州の墜落現場にある93便ナショナルメモリアルなど、多数の慰霊碑が建立された。

## ハイジャックされた旅客機

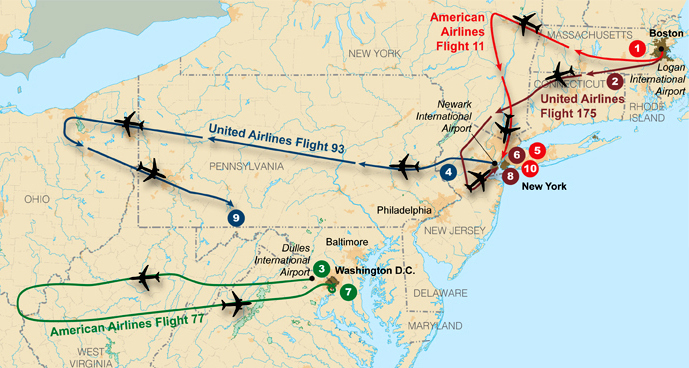
ハイジャックされた各旅客機の飛行ルート

2001年9月11日朝（現地時間）、マサチューセッツ州ボストン、バージニア州ダレス（ワシントンD.C.近郊）、ニュージャージー州ニューアークを発った4機の旅客機が、モハメド・アタを中心とするアラブ系の集団によってほぼ同時にハイジャックされた。彼らは操縦室に侵入し、操縦士を殺害した後、自ら操縦して、2機（アメリカン航空11便、ユナイテッド航空175便）をニューヨーク州ニューヨーク・マンハッタンへ、残り2機（アメリカン航空77便、ユナイテッド航空93便）をワシントンD.C.へ向かわせた。
なお、乗っ取られた4機のうち2機が米ボーイング社製のボーイング767型機で、残りの2機がボーイング757型機である。この2種類の機体は、運行する航空会社の操縦士に互換性を持たせるために、操縦室の操縦システムは基本的に同じ物が使われており、いずれも2人のみで操縦できるため、意図してこれらの機体が運行されている便が選択されハイジャックされたと考えられている。
また、実行犯のリーダー、モハメド・アタをはじめとする一部のハイジャック犯たちは、アメリカ合衆国内にある民間の航空学校（ホフマン飛行機学校）で小型機の自家用操縦免許を取得した後に、これらの機体の操縦方法を事前にフライトシミュレータで訓練していたことが明らかになっている。
これら4機がいずれも北米大陸横断ルートという、アメリカ合衆国国内線の中では長距離飛行に入るルートを飛行する便であったのは、長距離便のために燃料積載量が多く、衝突後の延焼規模を多くすることを狙ったと推測する者もいる。なお、ハイジャックされて激突・墜落させられた旅客機の乗客・乗員は全員死亡している。

### アメリカン航空11便
| アメリカン航空のボーイング767-200ER (N334AA) |  | アメリカン航空11便の飛行経路 |
| アメリカン航空のボーイング767-200ER (N334AA) |  | アメリカン航空11便の飛行経路 |

ボストン発ロサンゼルス行きアメリカン航空11便（AA011；ボーイング767-200ER型機・機体記号N334AA）は、乗客81人（日本人1人を含む）・乗員11人を乗せ、午前8時00分頃にローガン国際空港を離陸し、ロサンゼルス国際空港に向かった。
その後、11便は午前8時14分頃に始められたハイジャックにより、コックピットを乗っ取られた。11便は午前8時27分に進路を南向きに変え、午前8時46分にニューヨーク・ロウアー・マンハッタンのワールドトレードセンター・ツインタワー北棟（110階建）に突入し爆発炎上した。角度、速度ともに浅い離着陸時の事故と違い、機体の残骸はほとんど原形を留めていなかった。
11便がWTC北棟に衝突する瞬間は、ニューヨーク市消防局Ladder Companyの取材をしていたフランスの映像作家、ノーデ兄弟によって撮影されていた。また、ホームビデオや定点カメラに写り込んだ映像も存在する。

### ユナイテッド航空175便
| ユナイテッド航空のボーイング767-200 (N612UA) |  | ユナイテッド航空175便の飛行経路 |
| ユナイテッド航空のボーイング767-200 (N612UA) |  | ユナイテッド航空175便の飛行経路 |

ボストン発ロサンゼルス行きユナイテッド航空175便（UA175；ボーイング767-200ER型機・機体記号N612UA）は、乗客56人・乗員9人を乗せ、午前8時14分にローガン国際空港を離陸し（アメリカン航空11便でのハイジャック発生とほぼ同時）、ロサンゼルス国際空港に向かった。
午前8時42分頃、UA175便のパイロットは離陸直後に耳にした不審な内容の無線（ハイジャックされたアメリカン航空11便からの無線だった）について管制官に報告したが、それから午前8時46分までの間にUA175便もハイジャックされ、コックピットを乗っ取られた。
その後、UA175便は午前8時58分にニューヨークへ進路を変え、午前9時03分にWTC・ツインタワー南棟（110階建）に突入し爆発炎上した。南棟では北棟の爆発を受けて多くの人が避難を開始していたため、人的被害は北棟よりも少ないが、先に突入を受けた北棟より早く南棟が崩壊している。
11便とは異なり、175便の突入時には既に多くの人に事態が認識されていたことから、突入の瞬間の映像や写真が多数記録されている。なお、105階にいたエーオン副社長のケビン・コスグローブ（南棟の崩壊時に死亡）が、南棟が崩壊する瞬間まで911番へ電話で状況を伝えていた音声が録音されており、この録音はザカリアス・ムサウイの裁判において証拠として用いられた。

### アメリカン航空77便
| アメリカン航空のボーイング757-200 |  | アメリカン航空77便の飛行経路 |
| アメリカン航空のボーイング757-200 |  | アメリカン航空77便の飛行経路 |

ワシントンD.C.（ダレス国際空港）発ロサンゼルス（ロサンゼルス国際空港）行きアメリカン航空77便（AA077；ボーイング757-200：機体記号N644AA）は、乗客58人・乗員6人を乗せて、午前8時20分に出発した。
午前8時50分頃までにハイジャックされコックピットを乗っ取られた。直後に進路を北向きに変えた後、南へ転回、その後東へ進路を変えた。最初の進路離脱から3分間は管制塔と機長が交信していたが、その後通信不能となった。
そして午前9時38分、バージニア州アーリントンにあるアメリカ国防総省本庁舎（ペンタゴン）に激突し、爆発炎上した。激突の瞬間の映像がペンタゴンの駐車場の監視カメラによって記録されており、また付近を通行中の多くのドライバーや歩行者によって、機体が降下し激突する瞬間が目撃された。
防犯カメラなどの映像によると、機体は水平の状態で地面を滑走しながらペンタゴンに衝突していたが、高速で建築物に激突・炎上したため機体の残骸はほとんど原形を留めていなかった。

### ユナイテッド航空93便
| ユナイテッド航空のボーイング757-200 (N591UA) |  | ユナイテッド航空93便の飛行経路 |
| ユナイテッド航空のボーイング757-200 (N591UA) |  | ユナイテッド航空93便の飛行経路 |

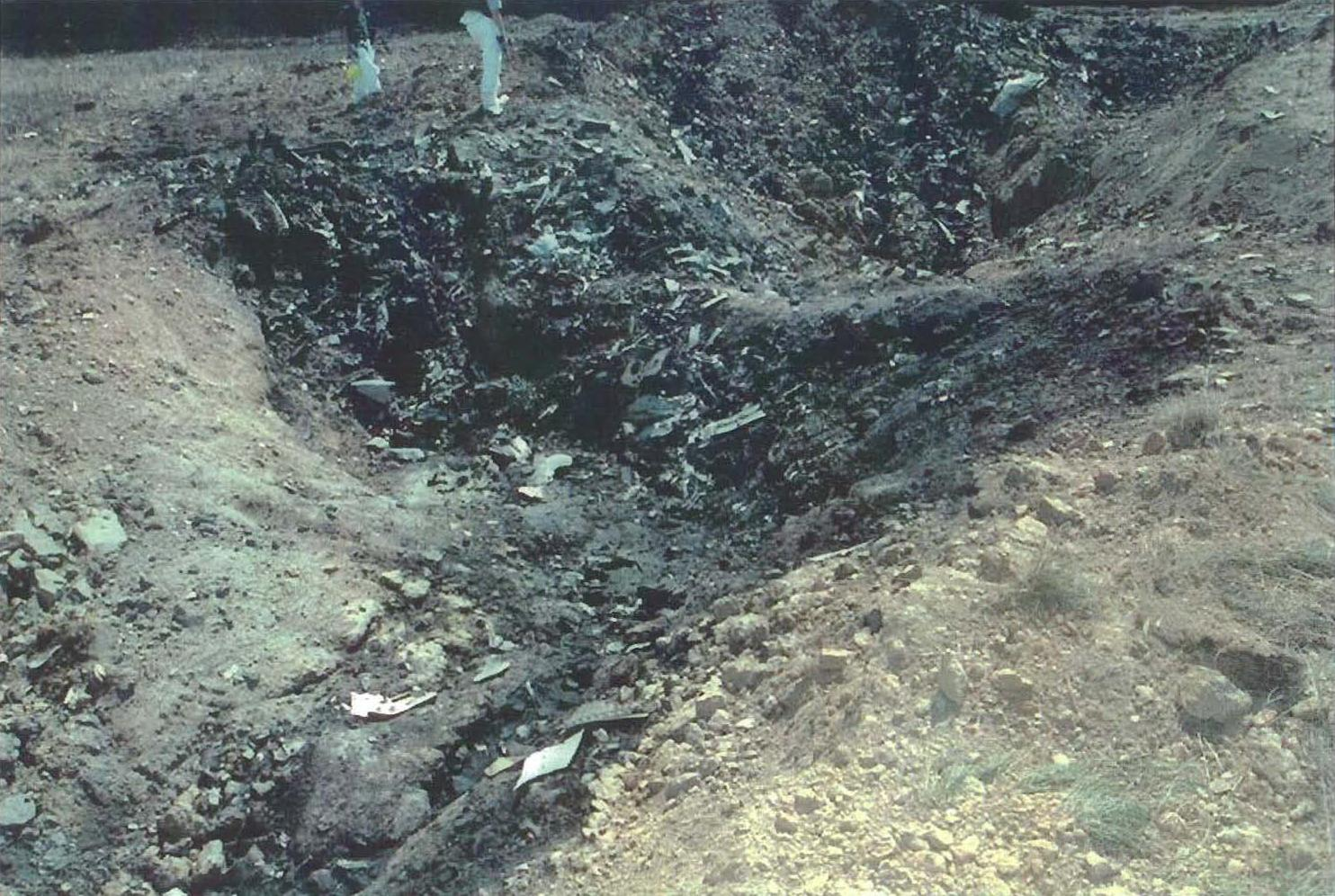
ユナイテッド航空93便の墜落跡地にできた穴

ニューアーク（ニューアーク空港）発サンフランシスコ（サンフランシスコ国際空港）行きユナイテッド航空93便（UA093；ボーイング757-200、機体記号N591UA）は、午前8時42分、乗客37人（日本人1人を含む）（乗客37人中4人はテロリスト）・乗員7人を乗せ、滑走路の混雑で30分遅延で出発した。
乗客の機内電話からの通報によると、午前9時27分にハイジャックされ、コックピットを乗っ取られた。オハイオ州クリーブランド付近で進路を南に変え、さらに南東へ向かった。ワシントンD.C.へ向かうことを管制官に通告、標的はアメリカ合衆国議会議事堂かホワイトハウスであったと推測されている。
午前9時57分、機内電話や携帯電話による外部との連絡で、ハイジャックの目的を自爆テロと認識した乗客が機の奪還に乗り出す。午前10時03分、93便は490ノット（563マイル毎時 (906 km/h)）の速度でペンシルベニア州ピッツバーグ郊外シャンクスヴィル（ワシントンD.C.から北西240キロの場所）に墜落した。離着陸時の速度の倍以上の高速で地上に衝突したため、機体の残骸はほとんど原形を留めていなかった。なお、地震計のデータから墜落の時刻を午前10時06分と公式記録と異なる報告がなされたが、後にこの時刻を算出した地震学者本人により撤回されている。
乗客たちがハイジャッカーたちに反撃した際に「Let's Roll.（さあやろうぜ・よし、皆かかれ）」を合図にしたといわれている。この「Let's Roll」は、9・11事件以降のアフガニスタンでの「報復戦争」において一種のスローガンとして用いられた。9・11事件の調査委員会は乗客は操縦室内に進入できなかったと結論づけているが、一部の遺族はCVR音声に乗客が操縦室に進入した証拠が記録されていると主張している。なお、離陸からハイジャック、墜落までの乗員乗客の行動を元にした映画『ユナイテッド93』が2006年に公開された。

## 被害

### ワールドトレードセンター (WTC)

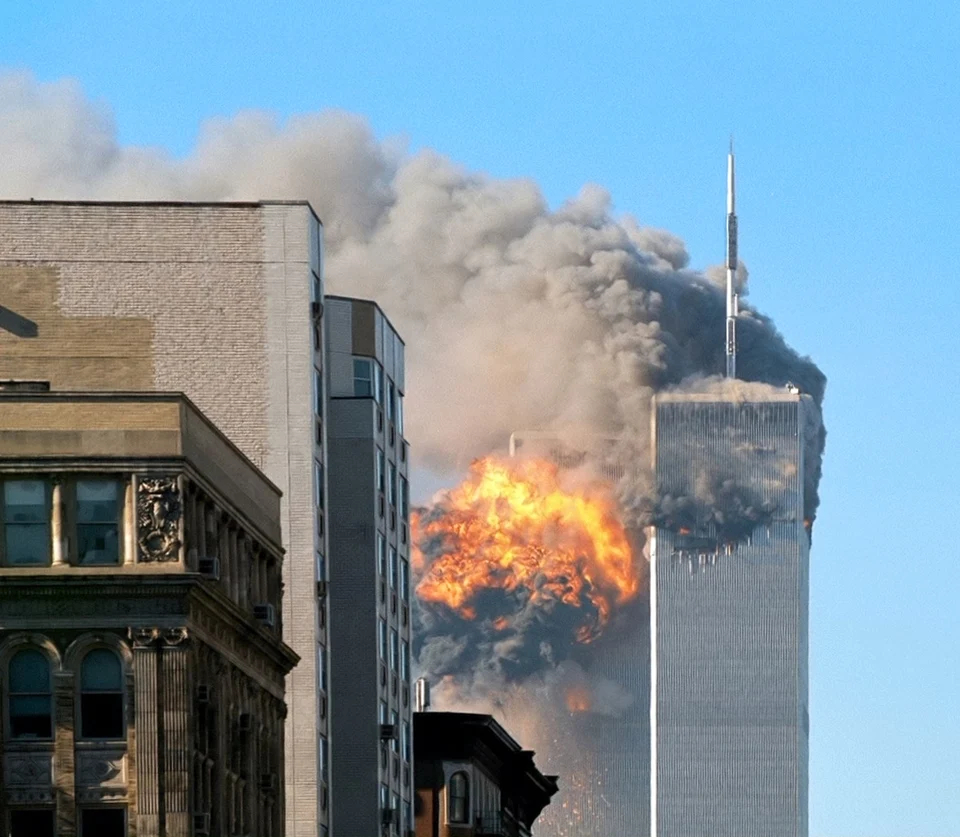
ユナイテッド航空175便がツインタワー南棟に突入した瞬間

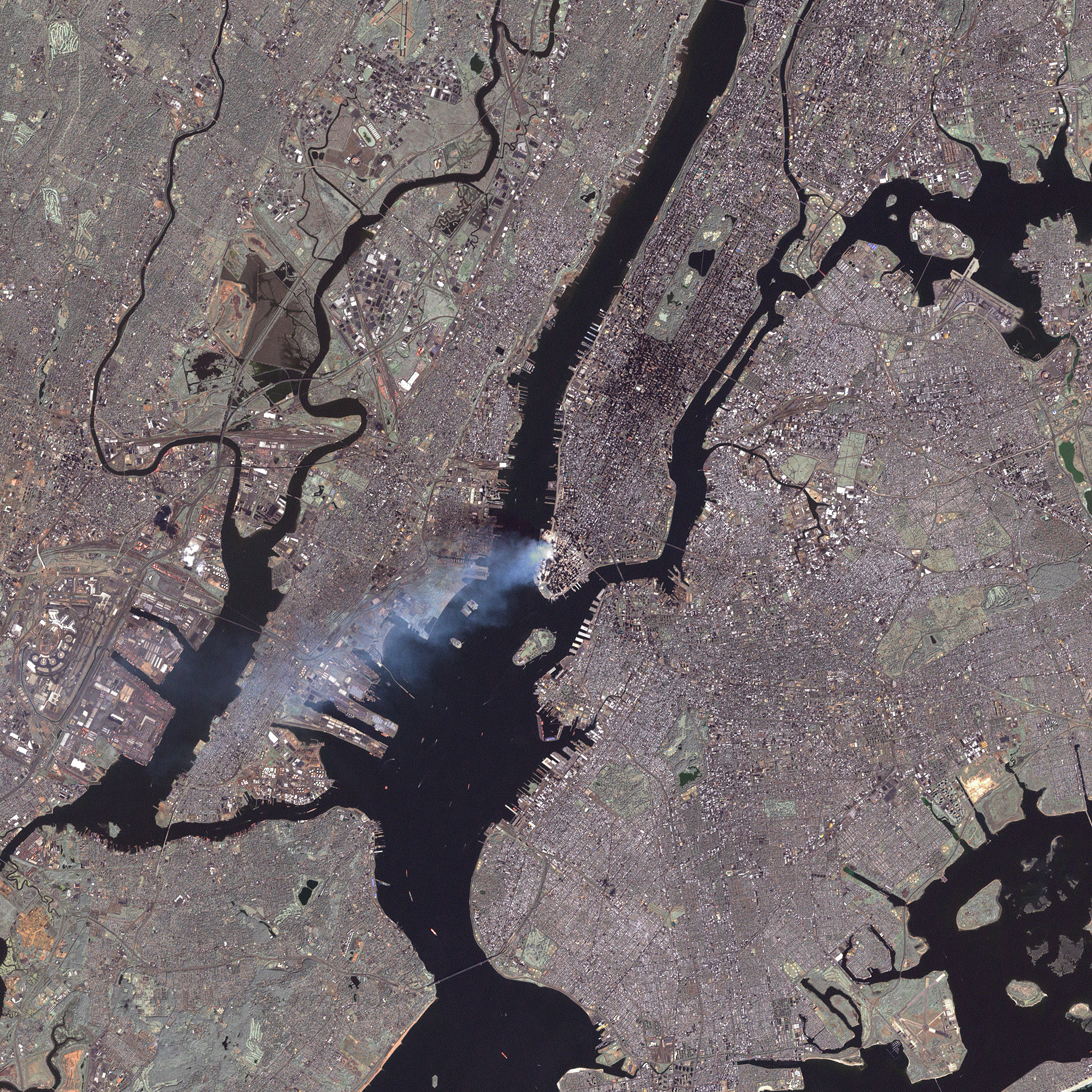
NASAが宇宙から撮影したテロ攻撃の様子

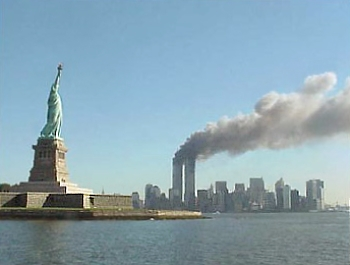
自由の女神の背景で炎上しているツインタワー

午前8時46分40秒、ハイジャックされたアメリカン航空11便がワールドトレードセンター北棟 (1 WTC) の北面、93 – 99階の部分に衝突した。衝突によってハイジャック機のジェット燃料が引火したことで北棟の高層階では爆発的な火災が発生し、また燃料がエレベーターシャフトを通じて落下したことで地上ロビー等の低層のフロアでも爆発が起こった。
衝突から間もなく火災と黒煙は周辺階に広がり始め、8時52分には、過酷な状況に耐えかねて高層階から飛び降りる人々も現れた。この時点では、北棟への航空機の突入は（テロ攻撃ではなく）事故であるとの見方が大勢を占めていた。当時の大統領ジョージ・W・ブッシュも第一報を受けて「これはパイロットエラーによる事故だ」と発言した。
午前9時02分59秒、ハイジャックされたユナイテッド航空175便がワールドトレードセンター南棟 (2 WTC) に突入し、南棟は爆発炎上した。ハイジャック機は機体を傾けながら南棟の南面、77 – 85階の部分に衝突しており、これによって南棟が負った構造的ダメージは北棟と比較してより深刻だった。2機目のジェット機が南棟に衝突した瞬間は既に多数の報道カメラが記録を始めており、一般者も含めた数多のカメラによって様々な角度から捉えられた。この時点で、一連の出来事が事故ではなく故意に起こされた攻撃であることが広く認識された。
午前9時37分、ハイジャックされた旅客機（アメリカン航空77便）がペンタゴンに突入した。9時42分、連邦航空局 (FAA) はアメリカ合衆国大陸部内の全ての民間航空機を離陸禁止とし、すでに飛行中の民間機にはただちに着陸するよう指示した。
午前9時59分、ユナイテッド航空175便の南棟突入から56分後、ワールドトレードセンター南棟が崩壊した。その直後の10時03分11秒、ハイジャックされたユナイテッド航空93便がペンシルベニア州で墜落した。10時28分、アメリカン航空11便の北棟突入から1時間42分後、南棟に続きワールドトレードセンター北棟が崩壊した。
ワールドトレードセンターのツインタワーは、航空機の衝突による大規模な構造的ダメージに加え、ジェット燃料が引き起こした火災の熱で構造部材（鉄骨柱・床トラス部材等）の強度が著しく低下したことで崩壊したと考えられている。アメリカ国立標準技術研究所の報告書によれば、火災によるダメージは（ジェット燃料ではなく）主にオフィス内の可燃物によるものであり、それらの可燃物が火災を増長しなければ、ツインタワーは崩壊を免れていた可能性がある。ツインタワーは、建設当時に世界最大のジェット旅客機であったボーイング707が突入しても崩壊しないよう設計されていたが、漏れ出したジェット燃料とそれによる大規模火災の影響は設計上考慮されていなかった。日本の鹿島建設は事件の翌年にWTC建物内部の損傷について独自のシミュレーションを実施し、崩壊が火災によるものであることを裏付けた。
北棟の崩壊時の瓦礫が隣接する7 ワールドトレードセンタービル (7 WTC) に降り注ぎ、7 ワールドトレードセンターは損傷、さらに火災が数時間にわたって発生し、ビルの構造的健全性は失われた。午後5時21分、7 ワールドトレードセンターは倒壊した。

各旅客機のツインタワー両棟への突入の様子

7 WTC以外にも、ワールドトレードセンター・コンプレックスと周辺の多くのビルが壊滅的な被害を受けた。全壊した施設には聖ニコラス聖堂も含まれていた。1 WTC（北棟）、2 WTC（南棟）と同様に、3 WTC（マリオット・ワールドトレードセンター）と7 WTCは跡形もなく破壊された。4 WTC、5 WTC、6 WTC（合衆国税関ビル）、ウエスト・ストリートを渡る2つの横断歩道橋は激しく損壊した。リバティ・ストリートを隔てたドイツ銀行ビルは部分的に損壊し、2007年に始まった解体作業で取り壊された。ウエスト・ストリートを隔てたワールドフィナンシャルセンターの2棟のビルもダメージを被った。ワールドトレードセンター・コンプレックスの地下にはPATHトレインのワールド・トレード・センター駅が位置していた。ツインタワーの崩壊時、この駅は完全に破壊され、この駅からハドソン川の下を通ってニュージャージー州ジャージーシティのエクスチェンジ・プレイス駅へ向かうトンネルも水没した。
北棟の崩壊により、北棟の屋上に設置されていた通信アンテナも破壊された。一時的に多くのTV局・ラジオ局の放送が断絶したが（WCBS-TVのみがエンパイアステートビルにバックアップ用の通信装置を持っていた）、それらの放送局はすぐに別ルートでの通信を確立し、放送を再開することができた。ワールドトレードセンターの敷地における火災は、テロ事件から100日後の12月20日にようやく鎮火した。この事件以降、ワールドトレードセンター・コンプレックス跡地は「グラウンド・ゼロ（爆心地）」や「ワールドトレードセンター・サイト（跡地）」とも呼ばれている。

#### 人的被害

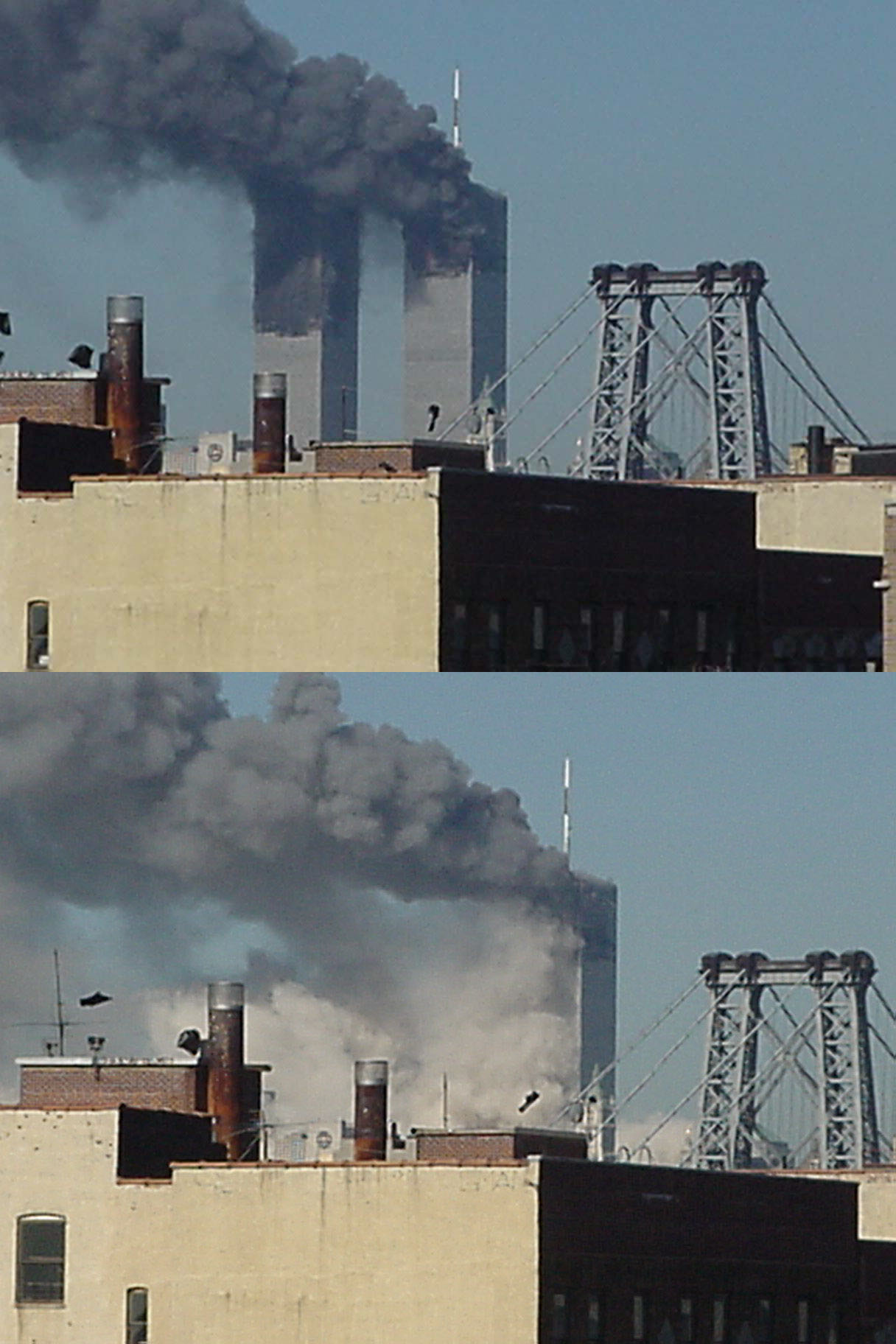
ブルックリン側から見たツインタワー南棟 (2 WTC) の崩壊

ワールドトレードセンター (WTC) へのテロ攻撃による死者は合計で2,763人だった。その内訳は、事件当時WTCに居た民間人が2,192人、消防士が343人、警察官が71人、ハイジャックされた旅客機の乗員・乗客が147人、ハイジャック犯のテロリストが10人となっていた。
WTCのツインタワーにおける民間人死者の90%以上は、ハイジャック機による衝突を受けた階以上のフロアで発生した。北棟ではハイジャック機の衝突時に数百人が即死したほか、直撃を受けた階以上のフロアに1,355人が閉じ込められ、煙の吸引・タワーからの落下・最終的なタワーの崩壊などの理由によってその全員が最終的に死亡した。北棟の3つの非常階段全てがアメリカン航空11便の衝突の際に破壊されており、上層階から人々が脱出することは不可能だった。一方で、（北棟において）直撃を受けた階より下のフロアで死亡した民間人は107人とされている。
南棟で死亡した民間人は計630人であり、北棟の半分以下の数字だった。南棟では、北棟へのジェット機突入の直後から多くの人々が自主的に避難を開始していたため、死者の数は大幅に抑えられた。一方で、南棟へのハイジャック機の突入時には78階のスカイロビーでエレベーターを待っていた数百人に及ぶ避難者の多くが死傷した。また、衝突7分前に「このビルは安全ですので避難の必要はありません。オフィスに戻って下さい」とアナウンスが流れ、また1階エントランスにいた警備員に同様に避難を制止された結果、オフィスに戻り犠牲になった避難者もいた。『USAトゥデイ』は、最初のジェット機突入後に南棟に居た全員を避難させることができなかったことを「事件当日に起きた大きな悲劇のひとつ」と評している。南棟では、ユナイテッド航空175便の衝突の後も非常階段の1つ（A階段）が崩壊を免れており、このA階段を利用することで18人（直撃を受けた階から14人、それより上の階から4人）が生還した。
ジェット機の衝突によって北棟・南棟ではエレベータが停止し、多くの人が閉じ込められた。『USAトゥデイ』の推定では、最小で200人、最大で400人がツインタワーのエレベータに閉じ込められた状態で死亡したとされている。エレベータに閉じ込められたものの、そこから自力で脱出した生還者は21人のみだった。エレベータにおける死者は、ケーブルの破断によるエレベータ籠の急落下や、エレベータへの火炎の侵入によって死亡しており、それらを免れた者もタワーの崩落時に死亡した。

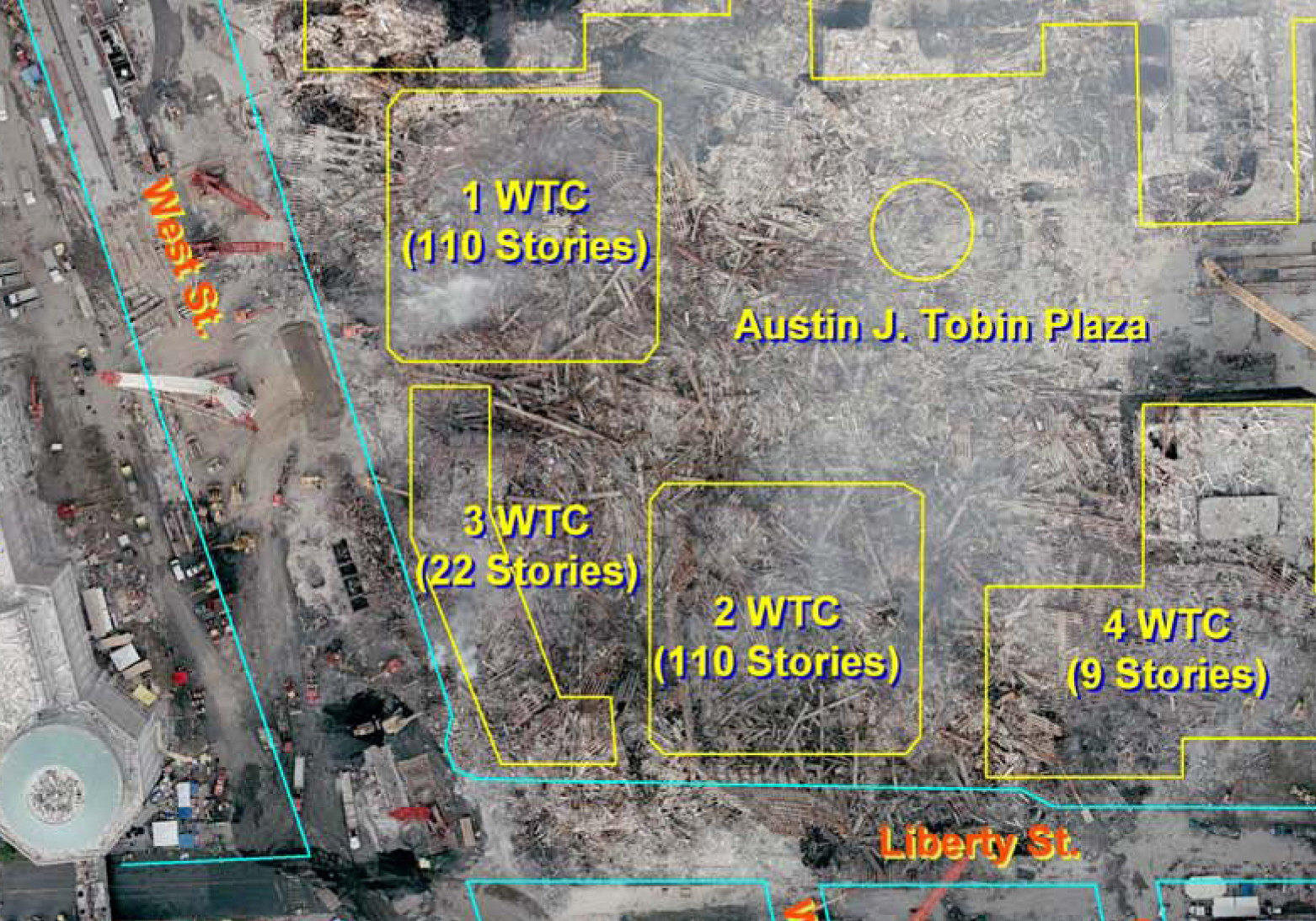
上空から見たWTC跡地（2001年9月17日撮影）

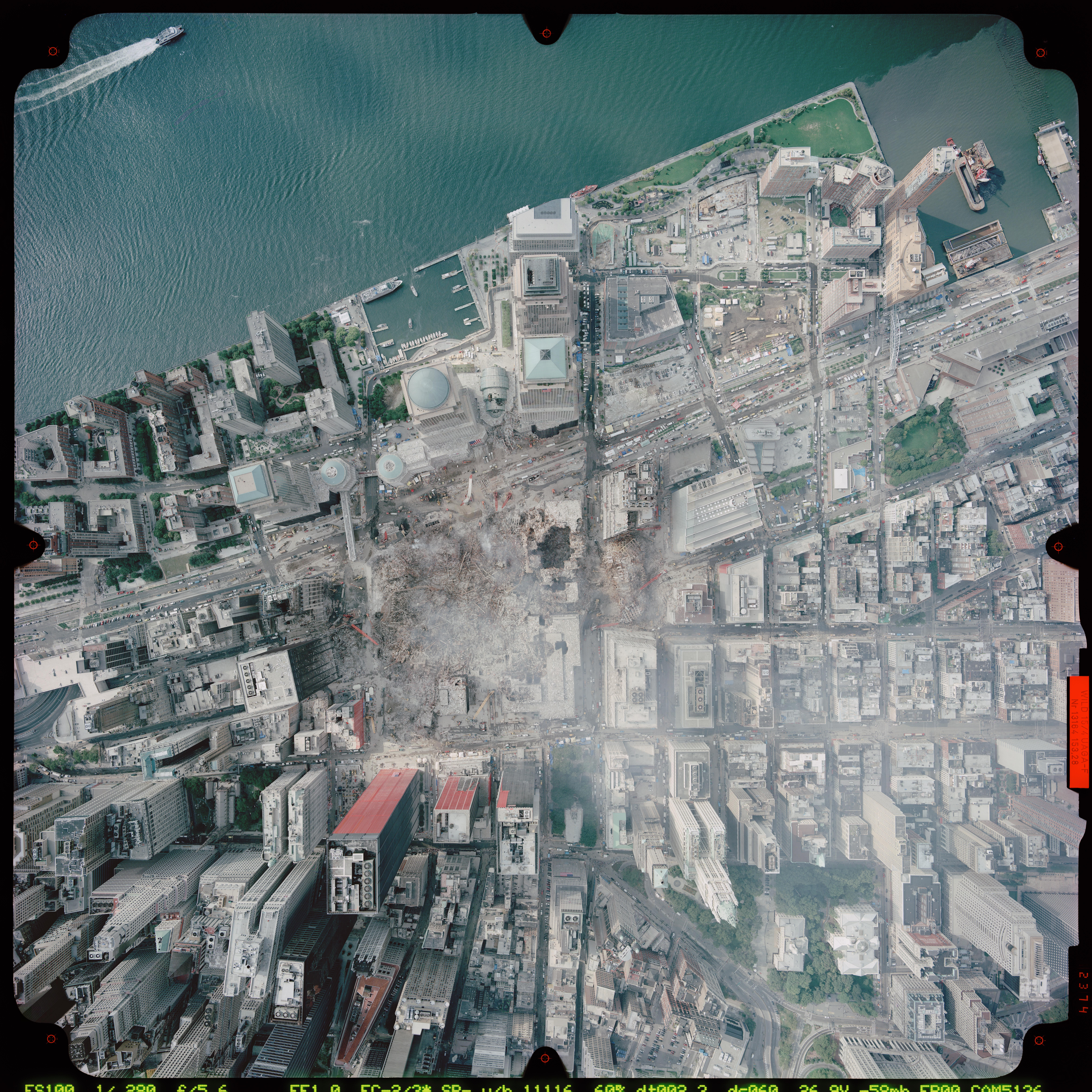
破壊された跡の航空写真

ツインタワーからの転落もしくは飛び降りによる死者は最低でも200人と推定されている。そのほとんどが北棟で発生したものであり、南棟からの転落・飛び降りによる死者は12人に満たなかった。北棟から落下した人々の多くは、タワーに隣接する道路や広場（トービン・プラザ）および3 WTCビルの屋上にたたきつけられて死亡した。消防士の1人は落下してきた人の巻き添えとなり死亡した。
北棟の101 – 105階を占めていた投資銀行のキャンター・フィッツジェラルドでは、他の雇用主を大きく上回る658人もの従業員が犠牲となった。キャンター・フィッツジェラルドの直下、北棟の93 – 100階を占めていたマーシュ・アンド・マクレナンでは358人の従業員が犠牲となった。南棟の98 - 105階を占めていたエーオンでは175人の従業員が犠牲となった。
アメリカ国立標準技術研究所 (NIST) は、事件発生当時のワールドトレードセンター・コンプレックスには約1万7400人の民間人が存在したと推定している。港湾公社のターンスタイルによる記録では、午前8時45分には（通常は）1万4154人がツインタワー内に存在したことが示唆されている。ジェット機が直撃した階よりも下のフロアに居た人々は、その大半が安全にタワーから避難することができた。ツインタワー南棟の崩壊時、当時南棟に居た民間人、消防士ならびに警察官は全員死亡し、タワー周辺の道路やビルでも多数の死者が生じた。北棟の崩壊時には、12人の消防士、1人の警察官、および3人の民間人が崩壊を免れた非常階段に守られる形で生き残ったが、それ以外に生存者はいなかった。

#### 救助活動
炎上するワールドトレードセンター北棟・南棟から市民を救助するため、ニューヨーク市消防局は過去に例のない大規模な動員を行い、200以上（全体の約半数）の消防部隊が現場に派遣された。また、多くの非番の消防士も自主的に救助活動に参加した。
ニューヨーク市警察は緊急出動部隊 (ESU) を含む多数の警察官を救助のために動員したほか、航空隊のヘリコプター3機を現場に派遣したが、北棟・南棟からのヘリコプター救助は炎と煙による極端な悪条件により不可能と判断された。その他、港湾公社警察所属の警察官も多くが救助活動に参加した。
消防隊やヘリコプターは9時00分までに現場に到着し、救助を試みていた。

### 国防総省本庁舎（ペンタゴン）

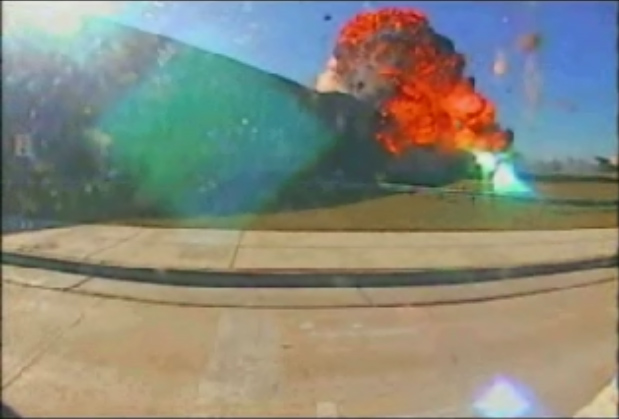
アメリカン航空77便が国防総省本庁舎に突入した瞬間の映像

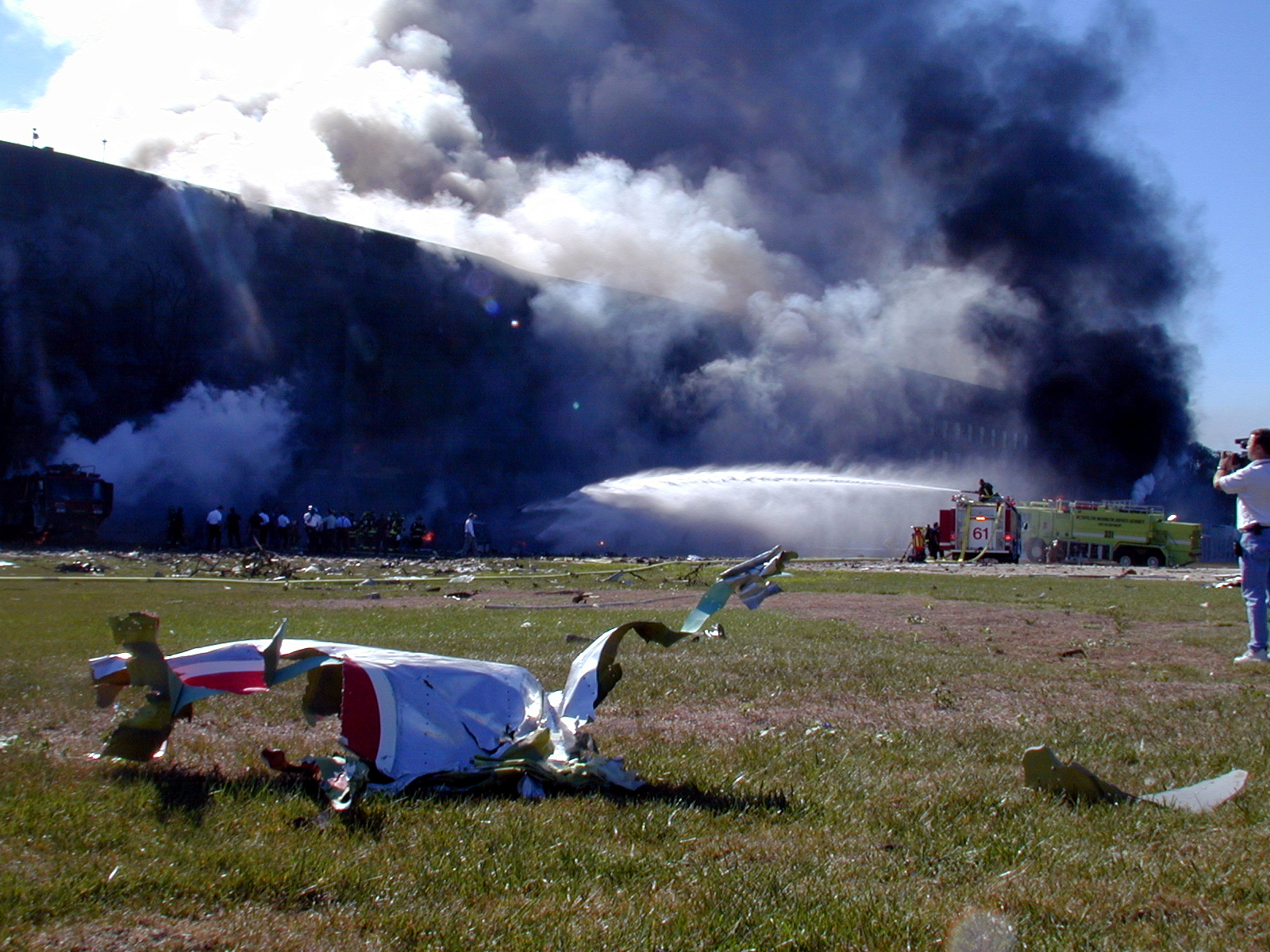
炎上する国防総省本庁舎と突入したアメリカン航空77便の破片

午前9時37分45秒、ハイジャックされたアメリカン航空77便（AA077; ボーイング757）が、バージニア州アーリントン郡のアメリカ国防総省本庁舎（ペンタゴン）に突入した。アメリカン77便はビルの西壁に衝突して爆発炎上し、AA077便の乗客・乗員全員が死亡したほか、ペンタゴンに居た125人の国防総省職員（民間人70人、軍関係者55人）が死亡、106人が重傷を負った。
AA077便の衝突と続いて発生した火災によってペンタゴンは激しく損傷し、ビルは部分的に倒壊した。ペンタゴンに突入する直前、旅客機の翼は地上の街灯をなぎ倒し、さらに発電機に接触した。77便はペンタゴン西側外壁の1階部分に激突したが、衝突の瞬間にボーイング757の胴体前部はバラバラになり、その後一瞬のうちに機体中央部と尾翼部が勢いを保ったまま外壁を突き抜けた。最も深くまで到達したのは尾翼部の破片であり、5層ある外壁のうち3層を突き破り、94 m内側まで貫通していた。その後10時10分には、衝突で損傷したビルの一部分が倒壊した。ビルの倒壊部分は最大で幅29 m、奥行き15 mにわたった。77便の衝突からビルの崩壊まで時間的猶予があったため、4 - 5階に居た職員は全員が安全に避難することができた。旅客機の突入時、ペンタゴンでは約1万8000人が働いていたが、この数字は1998年に始まった改修工事によって通常より4,000人ほど少なかった。
この直前に起きたワールドトレードセンター・ツインタワーへの他の飛行機の突入の影響で情報は錯綜し、最初の報道は単にペンタゴンが爆発炎上したというだけであったが、後に付近を通行中のドライバーや歩行者によってアメリカン航空機が北側から旋回して激突したとの目撃が証言され報じられた。さらに激突の瞬間の映像がペンタゴンの駐車場の監視カメラによって記録され、すぐにFBIによって回収、捜査された。
なお、22年後の2023年に、当時ワシントンABRIの客員研究員をしていたため、アメリカ国防総省に隣接するマンションに居住していた武内和久（現：北九州市長）が、このテロ直後の様子を目撃したことを、当時の画像入りで公表している。なお、武内はテロ発生当時はマンション外に出ていたため無事であった。

### 防空状況
テロ当日は北アメリカ航空宇宙防衛司令部 (NORAD) の年に一度行われる訓練の日であり、東海岸から離れた場所で万全の防空体制で訓練に当たっていたはずだった。しかし連邦航空保安局からアメリカン航空11便ハイジャック発生の第一報が入ったのは8時40分頃で、マサチューセッツ州のケープコッド南西部にあるオーティス空軍州兵基地からF-15戦闘機2機がスクランブル発進したのは8時52分だった。
スクランブル発進したF-15はアメリカン航空11便を追跡するよう命じられたが、発進した時AA011便はすでにツインタワー北棟に突入した後だった。管制室は途中からユナイテッド航空175便を追跡させているという認識だったが、状況の把握が不十分で、パイロットも何を追跡しているか認識できていなかった。同機は一旦ロングアイランド湾で待機するよう命じられ、ニューヨーク上空への進入を命じられたのはUA175便がツインタワー南棟に突入した後だった。しかしF-15には旅客機攻撃の権限が無く、突入を止めることは不可能だったとされる（進路妨害は可能だったという指摘もある）。
ワシントンD.C.には、ノースカロライナ州上空で訓練していたF-16戦闘機3機が呼ばれたが、飛来したところで基地への着陸待機を命じられた。3機はアメリカン航空77便の追跡を命じられ再度離陸したが、元々訓練中だったために燃料が不足し始め、うちの2機は訓練用の模擬弾しか装備していなかった。9時30分に別のF-16が3機発進し、ワシントン近くに飛来したが、これらには攻撃用のサイドワインダーAAMが装備され、旅客機撃墜の権限が与えられていた。しかし、結局AA077便（アメリカン航空77便）に合流することはなく、9時38分にペンタゴンへの攻撃の阻止には至らなかった。
オハイオ州上空を飛行していたユナイテッド航空93便の付近で、積荷の搬送を行っていたC-130輸送機が、管制官からUA093便を捕捉するように命じられた。C-130はUA093便墜落の際、17マイル (27 km) 離れた所に位置していた。
ノーラッドから10時6分にスクランブル発進命令があった2機のF-16が発進したのは10時16分だった。別の2機のF-16が93便を追跡していたという話もあるが、公式な発表にはない。さらに事故から約10分後に現場のはるか上空を戦闘機らしい航空機1機が通過するのを目撃された。ノーラッドは連邦航空局から93便墜落の報告を受けたのは10時15分で、10分近く93便の追跡を続けさせていた。
連邦航空局がアメリカ合衆国中の全ての空港の閉鎖の措置を決定したのはワールドトレードセンターへの2度目の突入の直後からで、9時45分に全米の空港からの民間機の離陸が停止され、飛行中の民間機は直ちに最寄の空港へ着陸するよう通告された。民間機の飛行禁止は3日間にわたり、常に5,000機以上が飛んでいた航空機がアメリカ上空、そしてアメリカが管制を担当する空域から姿を消した。

### アメリカ政府首脳の動き
本事件の発生当時、43代合衆国大統領ジョージ・W・ブッシュはフロリダ州に滞在していた。当日は教育政策の成功をアピールするために同州サラソータにあるエマ・E・ブッカー小学校の授業を視察し、午後にはワシントンD.C.に戻って共和党議員とのバーベキューが行われる予定だった。1機目のツインタワー攻撃の際には小学校へ向かう専用車の車中にいたが、このときは（多くのメディアが速報した様に）単なる航空事故だと考えていたとされる。ただし、一時的にホワイトハウスとの間で電話会議が行われた。また補佐官ら周辺も同じように事故と考え、予定通り小学校へ入った。

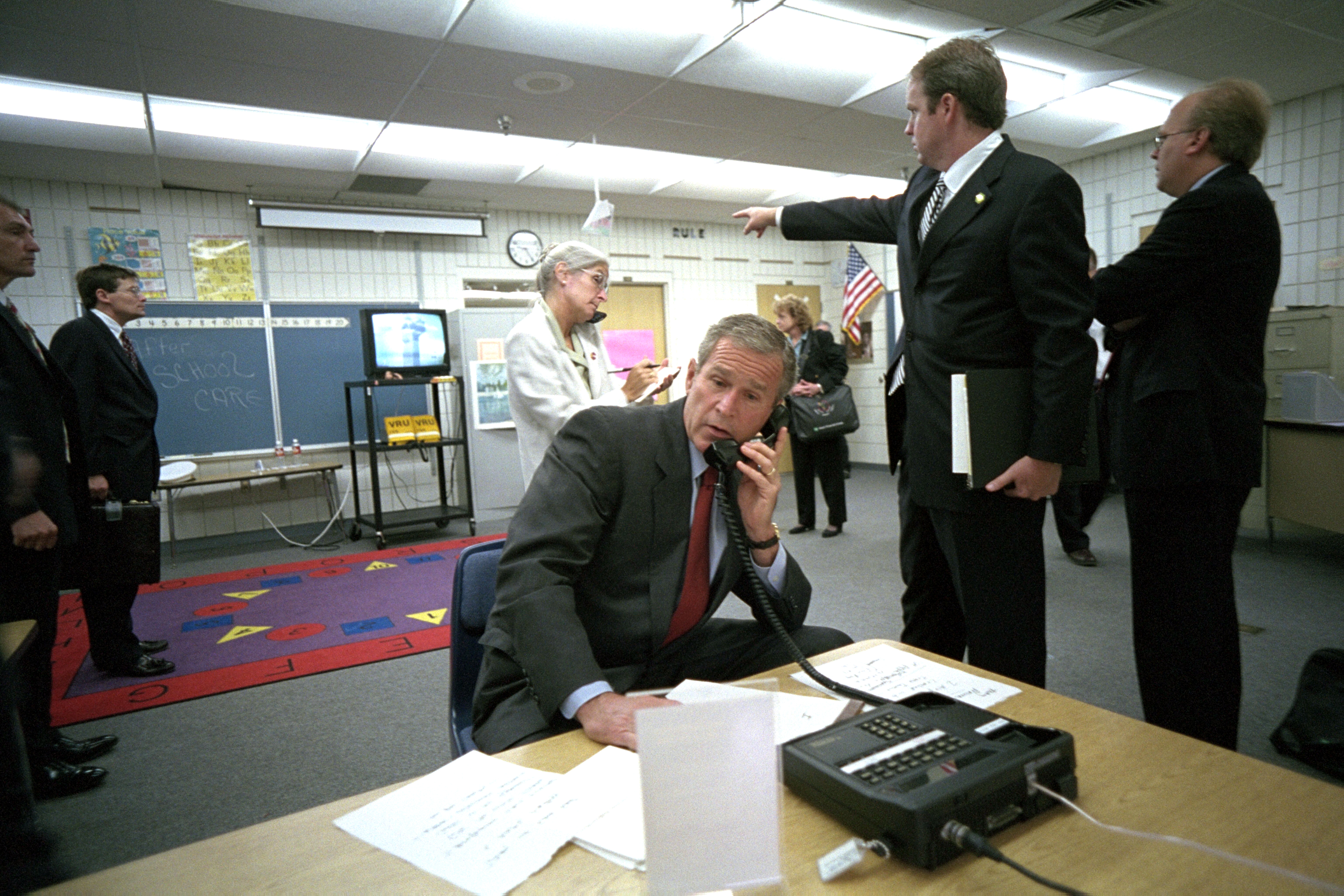
エマ・E・ブッカー小学校で連絡を行うブッシュ大統領

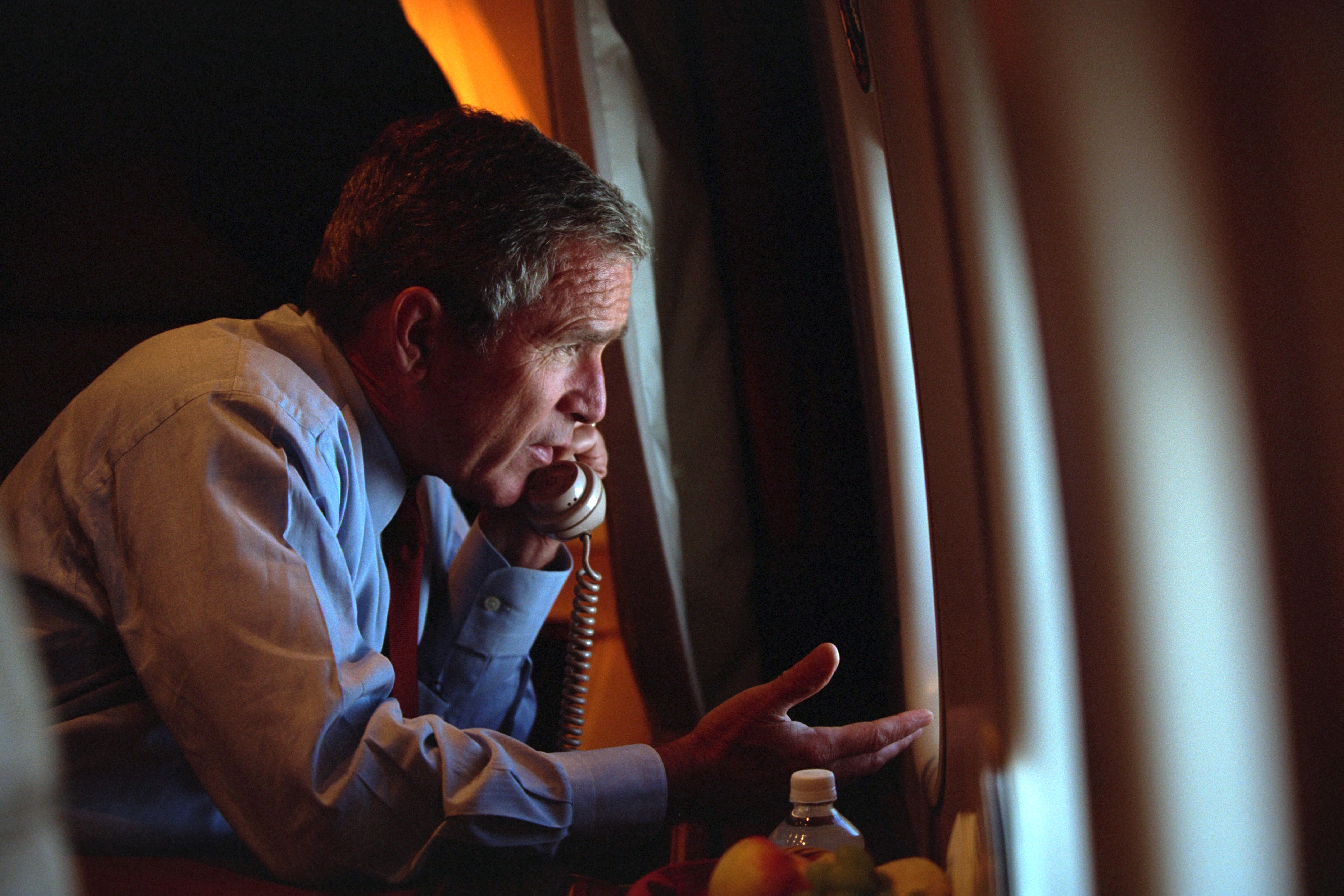
大統領専用機内でチェイニー副大統領との連絡を行うブッシュ大統領

授業視察中に2機目のツインタワー突入があり、数分後、ブッシュ大統領がアンドリュー・カード首席補佐官から2機目の突入と「合衆国が攻撃されている可能性がある」との報告を受けたが、ブッシュは「無駄な動揺を与えないために」との理由ですぐに動かずに7分間、小学生の朗読を聞き続けていた。朗読が終わるとブッシュ大統領は小学生を褒め、直ちに隣室で補佐官と話し、電話でコンドリーザ・ライス国家安全保障担当補佐官と州知事に連絡した。その後、テレビカメラで「アメリカが攻撃を受けた」と小学生の前で国民へ呼びかけ、9時30分頃に小学校から車列とともに出発、3マイル (5 km) の所にある空港へ向かった。
9時55分に、大統領専用機「VC-25」が目的地を決めないまま離陸、滑走路上に不審者が居るとの情報があり地上からの攻撃を避けるため直後に急上昇した。大統領補佐官は「殆ど垂直に上昇していた」と振り返っている。また、不審者情報は間違いであった。この時点では護衛の戦闘機は無かった。国内上空には未だに連絡の取れない旅客機が11機あったが、管制の指示で地上に降ろし、国内空域は大統領専用機とアメリカ軍用機だけになった。航空管制からは自由に飛行してもよいとの許可があり、機長が行き先を尋ねた際に大統領はワシントンを指示した。アンドリュー・カードは国民に声を伝えるべきと進言したが、当時専用機からは生の声明発表ができなかったため、一度ルイジアナ州バークスデール空軍基地に立ち寄り、国民に向けた声明発表を行った。ここでは有事の際に大統領が軍を指揮するために搭乗するE-4B ナイトウォッチも随行していたが、乗り換えはしなかった。その後、ネブラスカ州オファット空軍基地（E-4B ナイトウォッチが所属する基地）で事態の沈静化を待ち、夕刻にメリーランド州アンドルーズ空軍基地（大統領専用機が所属する基地）経由でワシントンD.C.へ帰還した。専用機は通常、国内でのフライトでは戦闘機の護衛を受けないが、この日のオファット基地からアンドルーズ基地へのフライトでは、国内では初めてゼネラル・ダイナミクスF-16戦闘機の護衛を受けて飛行している。戦闘機は大統領専用機からパイロットの顔が判別できるほどの至近距離を飛行していた。
ホワイトハウスではディック・チェイニー副大統領らが執務を行っていたが、ツインタワーへの2度目の攻撃の直後、シークレットサービスにつれられて、ウェストウィング地下の大統領危機管理センターへ避難した。
ドナルド・ラムズフェルド国防長官は上級軍人と朝食をとった後、ペンタゴンの執務室へ入って議員と懇談していた。ラムズフェルド国防長官にツインタワー「攻撃」の知らせが入ったのは、ペンタゴン攻撃のわずか2分前であり、アメリカン航空77便がペンタゴンに向かっていることは知らなかった。また、平時のペンタゴンにはホワイトハウスのような防空装備がない。攻撃の後、ラムズフェルド国防長官が建物の外へ出ると女性職員が血を流して倒れていたため、彼女を抱えて避難し、担架に乗せ救急車が来るまで看病していた。現場から避難したのはその後で、数十分が経過していた。
コリン・パウエル国務長官は、事件当時南米ペルーを実務訪問中であったが、ツインタワーおよびペンタゴンへの攻撃の報告を聞いて、すぐに政府専用機でアメリカ合衆国に帰国した。
なおロシア連邦のウラジーミル・プーチン大統領は、この一報に対し「アメリカ合衆国軍が必要な動員をかけたとしても、直ちにロシア連邦軍に迎撃体制を取らせることはない」とホットラインでブッシュ大統領に告げた。ロシア連邦軍にはアメリカが大規模な動員をかけるとそれに反応するように指揮系統が準備されているためであった。

## テロの実行者

### ウサーマ・ビン・ラーディン

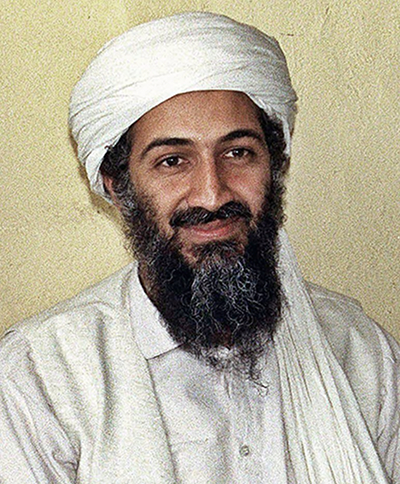
ウサーマ・ビン・ラーディン（1997年撮影）

アメリカ同時多発テロ事件の首謀者は、イスラーム過激派テロ組織「アルカーイダ」の指導者ウサーマ・ビン・ラーディンとされている。当初、ビン・ラーディンは事件への関与を否定していたが、2004年には一転して同時多発テロ事件への関与を公に認めた。
2001年9月16日、アルジャジーラ上でビン・ラーディンによるビデオ声明が放送された。声明の中でビン・ラーディンは、「私は攻撃を実行していないと強調する。攻撃は別の個人によって、彼自身の動機に基づいて実行されたように見える」と述べた。2001年11月、アメリカ軍はアフガニスタン東部のジャラーラーバードで1本のビデオテープを回収した。このテープにはビン・ラーディンと他のアルカイダ構成員との会話が記録されており、その中でビン・ラーディンは同時多発テロを事前に知っていたことを認めていた。
2004年のアメリカ大統領選挙の直前、ビン・ラーディンは新たなビデオ声明を発表し、アルカイダが同時多発テロ事件に関与したことを公式に認め、自らが実行犯にテロ攻撃を指示したことを認めた。
2006年9月にアルジャジーラが入手したビデオテープには、ビン・ラーディンとラムジ・ビン・アル＝シブが、2人のハイジャック犯（ハムザ・アル＝ガームディーおよびワイル・アル＝シェフリ）と共に同時多発テロの準備をしている模様が記録されていた。ビン・ラーディンは、同時多発テロ事件に関してアメリカ政府当局から正式に起訴されたことはなかったが、ケニアの首都ナイロビとタンザニアの首都ダルエスサラームにおけるアメリカ大使館爆破事件に関する容疑でFBI10大最重要指名手配者に指定されていた。
2011年5月2日、10年間の追跡の末に、アメリカ軍特殊部隊はパキスタンのアボッターバードに潜伏していたビン・ラーディンを急襲の上で殺害した。なお、この時の映像は当時のオバマ大統領ら閣僚に生中継された。

#### 動機
ウサーマ・ビン・ラーディンが1996年に発表した対アメリカ宣戦布告と、1998年に発表したアメリカ国民の無差別な殺害を呼びかける布告は、ビン・ラーディンの動機を示す証拠として扱われている。ビン・ラーディンは、非イスラム教徒がアラビア半島に常駐することは預言者ムハンマドによって禁じられていると解釈しており、湾岸戦争が勃発した1990年8月以降アメリカ軍がサウジアラビアに駐留していることに強い怒りを抱いていた。
1996年8月、ビン・ラーディンは最初の「ファトワー（布告）」を発し、「2つの聖なるモスクの地（サウジアラビア）の占領者」であるアメリカに対するジハード（聖戦）を宣言するとともに、異教徒であるアメリカ人をアラビア半島から駆逐するよう全世界のムスリムに呼びかけた。1998年2月、ビン・ラーディンは第2の「ファトワー」を発し、アメリカ軍によるサウジアラビア駐留へ再度抗議すると共に、アメリカの親イスラエル的な外交政策を批判した。1998年の「ファトワー」はさらに、世界各地でアメリカおよびその同盟国の国民を軍人・民間人の区別なく殺害することが、「占領されているアル＝アクサー・モスクとメッカの聖なるモスクを解放」するために、「全ムスリムに課せられた義務である」と宣言していた。
ビン・ラーディンは自らの直接的関与を認めた2004年の声明の中で、テロ攻撃を行った動機について以下のように述べた。
1982年、アメリカはイスラエルがレバノンを侵略することを許可し、侵略を助けるためアメリカ第6艦隊を派遣した……レバノンの破壊されたタワーを目にした私の心に、我々も迫害者たちを同じやり方で罰するべきだという考えが浮かんだ。我々はアメリカのタワーを破壊して、我々が体験したものの一端を迫害者たちにも体験させるべきであり、そうすることで彼らが我々の女や子供を殺すのを思いとどまるようにすべきだと考えた。

### ハリド・シェイク・モハメド

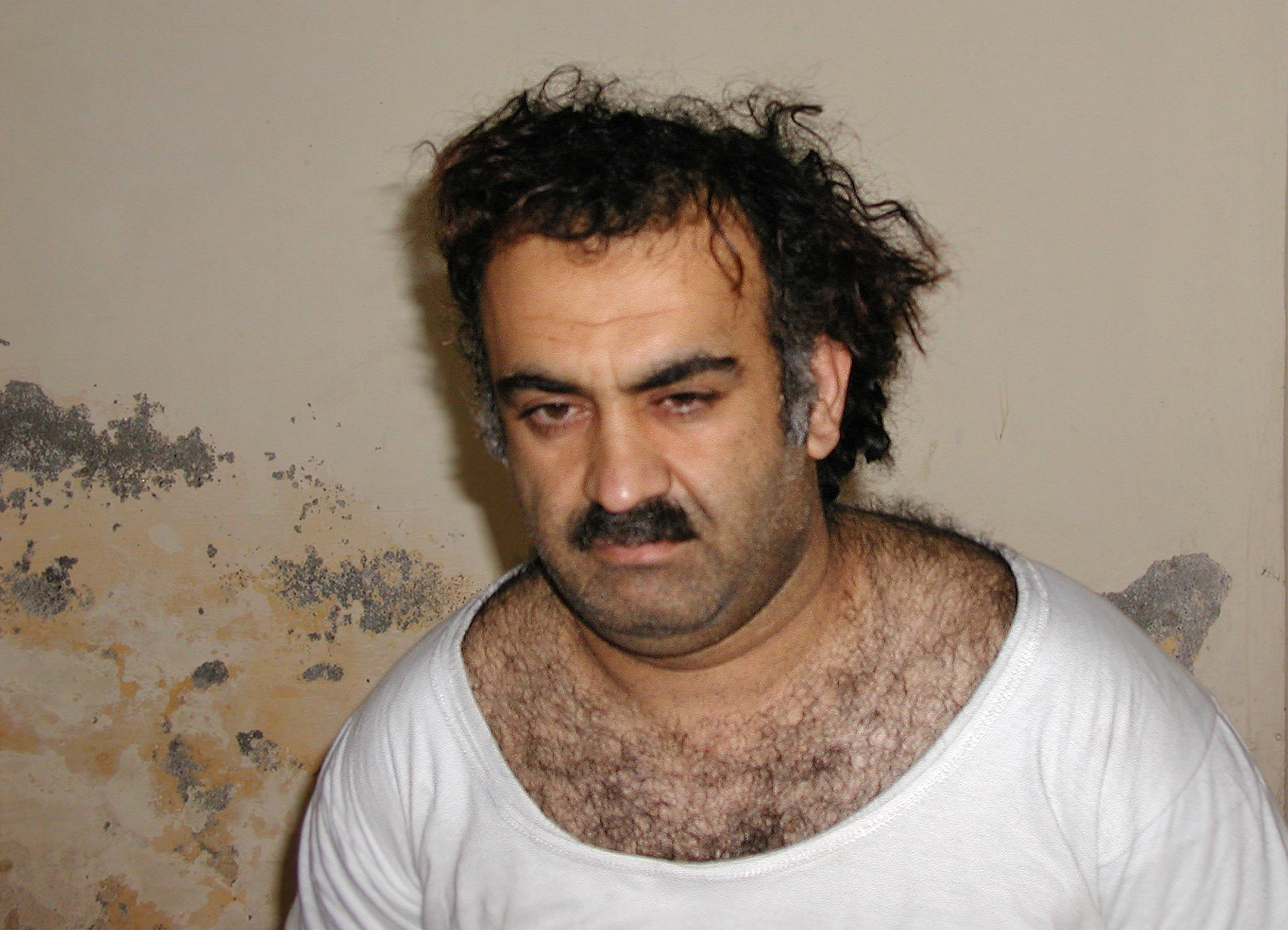
テロの発案者とされるハリド・シェイク・モハメド（画像）は、2003年に逮捕された

アルジャジーラ記者ヨスリ・フォウダの報告によれば、アルカイダ幹部のハリド・シェイク・モハメドは2002年4月に、自らが同時多発テロを計画したことを認めた。モハメドは逮捕された後の2007年にも犯行を自供した。
アメリカ議会調査委員会によるアメリカ同時多発テロ事件最終報告書は、モハメドを911テロの主たる企画者として紹介しており、彼のアメリカに対する敵意は「イスラエルに好意的なアメリカの外交政策との著しい意見の不一致」に起因すると結論づけた。モハメドは1993年の世界貿易センター爆破事件にも関与しており、主犯ラムジ・ユセフの叔父でもあった。モハメドは2003年3月1日にパキスタンのラーワルピンディーで逮捕された。
逮捕後、モハメドは複数のCIA秘密軍事施設とグアンタナモ湾収容キャンプに拘留され、尋問中にウォーターボーディングを含む拷問を受けた。2007年3月にグアンタナモ湾で行われた聴聞会において、モハメドは自らには「9月11日の作戦について初めから終わりまで全ての責任があった」と証言した上で、この証言は強要の下でなされたものではないと述べた。2024年8月1日モハメドら3人の被告らが共謀罪で有罪を認める代わりに死刑ではなく終身刑とする司法取引に応じた。しかし8月2日、ロイド・オースティン米国防長官はこの司法取引を破棄すると発表した。

### その他のアルカイダ構成員
バージニア州東部地区連邦地方裁判所がザカリアス・ムサウイの裁判中に使用した資料であるSubstitution for the Testimony of Khalid Sheikh Mohammedは、同時多発テロ計画の全貌を事前に把握していたアルカイダ構成員として、ビン・ラーディン、モハメド、ビン・アル＝シブ、ムハンマド・アーティフ、アブ・トゥラ・アル＝ウルドゥニの5名を挙げている。
同時多発テロ事件において重要な役割を担ったテロリストの多くは、ドイツのハンブルクに拠点を置くイスラーム過激派集団（通称ハンブルク・セル）に所属していた。事件当日にハイジャック機のパイロット役を務めたモハメド・アタとマルワン・アル＝シェヒおよびズィアド・ジャッラーフに、調整役のラムジ・ビン・アル＝シブを加えた4人が「ハンブルク・セル」の中心的メンバーであり、彼らはアフガニスタン訪問時にアルカイダ指導部によってテロの実行者に任命されていた。

### 同時多発テロの計画と実行犯の準備

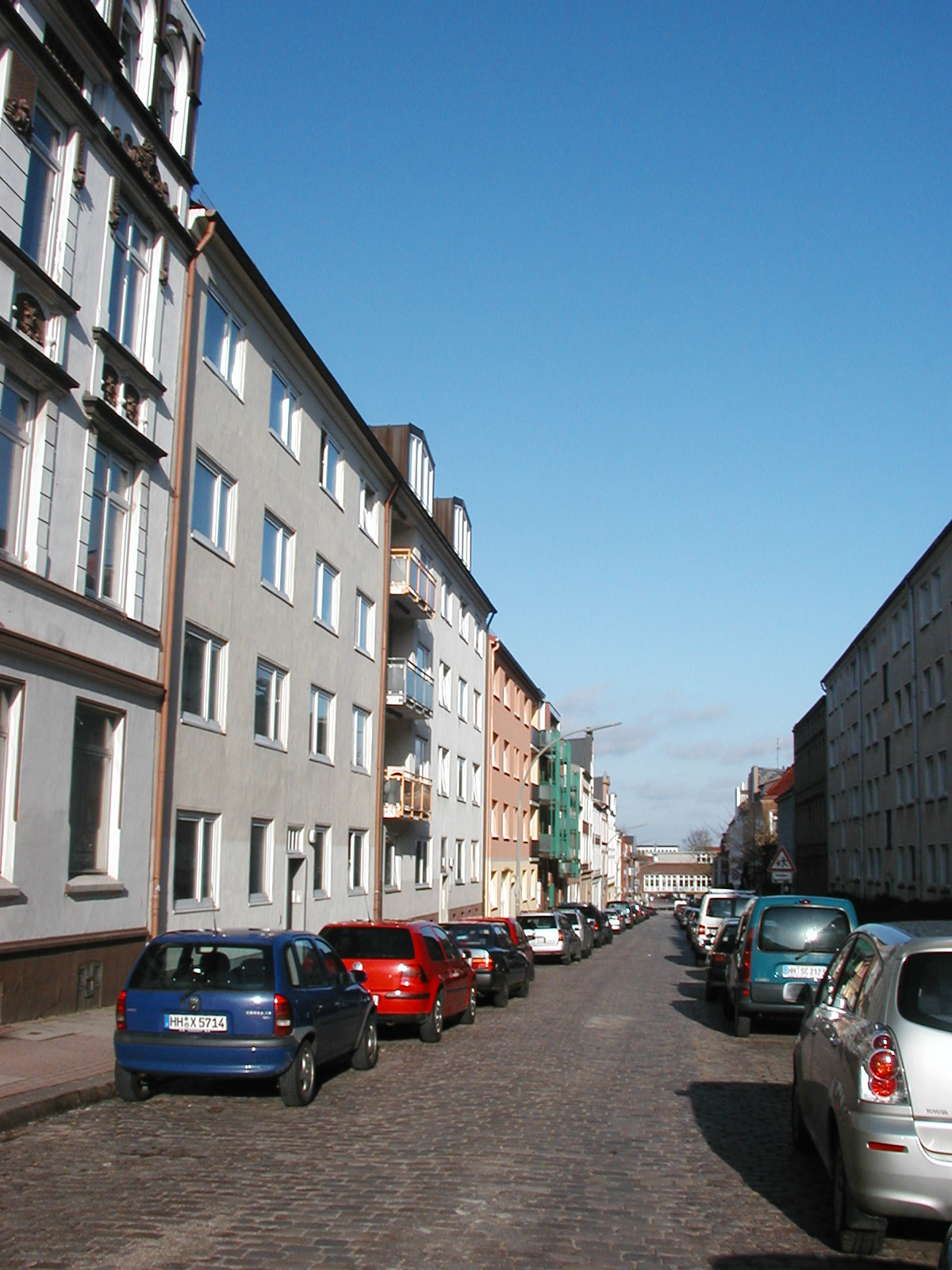
モハメド・アタら「ハンブルク・セル」が1998年から2001年まで使用していたハンブルクのアパート

同時多発テロ計画の考案者はハリド・シェイク・モハメドであり、モハメドは1996年に初めて計画をウサーマ・ビン・ラーディンに提示した。当時、ビン・ラーディンとアルカイダはスーダンからアフガニスタンに拠点を移したばかりであり、一種の過渡期にあった。1998年にビン・ラーディンが発した、「アメリカ人の殺害はムスリムの義務である」とする自称「ファトワー」とされたものと、同じく1998年に発生したアメリカ大使館爆破事件は、ビン・ラーディンが攻撃の焦点をアメリカに定めたことを示す一つの転換点となった。
1998年末もしくは1999年の初め頃、ビン・ラーディンはモハメドが同時多発テロ計画の準備に着手することを承認した。1999年春には、モハメドとビン・ラーディン、およびビン・ラーディンの代理人ムハンマド・アーティフが参加する会合が立て続けに開かれた。アーティフは、ターゲットの選定やハイジャック犯のための渡航の手配など、テロ計画の作戦面での支援を提供した。モハメドの提案は一部ビン・ラーディンによって却下され、ロサンゼルスのライブラリータワーのようないくつかのターゲット候補は、「攻撃の準備をするのに必要な時間が不足している」ことを理由に拒否された。
ビン・ラーディンはテロ計画の統率と資金援助を担当し、計画を実行するテロリストの選抜にも関与した。当初、ビン・ラーディンはナワフ・アル＝ハズミとハリド・アル＝ミフダールというボスニア・ヘルツェゴビナ紛争で戦った2人の熟練戦闘員をハイジャック機のパイロット役に任命していた。2000年1月中旬、アル＝ハズミとアル＝ミフダールはアメリカに到着し、2000年春にはサンディエゴで飛行訓練を受けたが、2人はほとんど英語を話せず、また訓練の成績も悪かったため、最終的にはパイロット役以外のハイジャック犯（武力による制圧要員）としてテロに参加することとなった。
1999年後半、モハメド・アタ、マルワン・アル＝シェヒ、ズィアド・ジャッラーフ、ラムジ・ビン・アル＝シブらドイツ・ハンブルク在住のイスラーム過激派の一団が、アフガニスタンのアルカーイダ訓練キャンプを訪問した。ビン・ラーディンは、彼らが高い教育を受けており、また英語が堪能で欧米での生活に慣れていることを評価し、テロ計画の中核となる実行メンバーに抜擢した。その後、2000年にはアガニスタンの訓練キャンプにハニ・ハンジュールという新兵が加入した。ハンジュールは1999年にアメリカで職業操縦士免許を取得しており、その事実を知ったアルカーイダは彼をテロ計画に参加させた。
ハンブルク在住のテロリストの内、アル＝シェヒは2000年5月末に、アタは2000年6月3日に、ジャッラーフは2000年6月27日に、それぞれアメリカに到着した:6。ビン・アル＝シブは渡米のためアメリカのビザを何度も申請したが、イエメン国籍であったため、有効期限を過ぎて不法滞在することへの懸念からビザが発給されなかった:4, 14。ビン・アル＝シブは渡米を諦めざるを得ず、ハンブルクに留まってアタとハリド・シェイク・モハメドの間の調整役を務めることとなった。アメリカに渡った3人の「ハンブルク・セル」メンバーはフロリダ州南部の航空学校で飛行訓練を受けた:6。一方、ハニ・ハンジュールは2000年12月8日にサンディエゴに到着し、アル＝ハズミと合流した:6–7。2人はその後すぐにアリゾナ州に向かい、ハンジュールはそこで操縦の再訓練を受けた:7。
2001年春には、パイロット役以外のハイジャック犯もアメリカに到着し始めた。2001年7月、アタはスペインでビン・アル＝シブと会い、攻撃目標の最終的な選択等、テロ計画の調整を行った。その際、ビン・アル＝シブはアタに、ビン・ラーディンができるだけ早いテロ攻撃の実行を望んでいることを伝えた。9月7日には在日アメリカ大使館が「日本国内に滞在するアメリカ人に対してテロ攻撃の可能性がある」ことを発表していたが、アメリカ国内のテロ攻撃の警報は出されないままであった。

### 実行犯の一覧
| 便                            | 氏名                                 | 年齢 | 国籍             |
| ----------------------------- | ------------------------------------ | ---- | ---------------- |
| アメリカン航空11便テロ事件    | モハメド・アタ                       | 33   | エジプト         |
| アメリカン航空11便テロ事件    | アブドゥルアズィーズ・アル＝オマリー | 22   | サウジアラビア   |
| アメリカン航空11便テロ事件    | ワイル・アル＝シェフリ               | 28   | サウジアラビア   |
| アメリカン航空11便テロ事件    | ワリード・アル＝シェフリ             | 22   | サウジアラビア   |
| アメリカン航空11便テロ事件    | サタム・アル＝スカミ                 | 25   | サウジアラビア   |
| ユナイテッド航空175便テロ事件 | マルワーン・アル＝シェッヒー         | 23   | アラブ首長国連邦 |
| ユナイテッド航空175便テロ事件 | ファイヤーズ・バニーハンマード       | 24   | アラブ首長国連邦 |
| ユナイテッド航空175便テロ事件 | ムハンド・アル＝シャフリー           | 22   | サウジアラビア   |
| ユナイテッド航空175便テロ事件 | ハムザ・アル＝ガームディー           | 20   | サウジアラビア   |
| ユナイテッド航空175便テロ事件 | アフマド・アル＝ガームディー         | 22   | サウジアラビア   |
| アメリカン航空77便テロ事件    | ハーニー・ハンジュール               | 29   | サウジアラビア   |
| アメリカン航空77便テロ事件    | ハリード・アル＝ミンザール           | 26   | サウジアラビア   |
| アメリカン航空77便テロ事件    | マージアド・ムーカド                 | 24   | サウジアラビア   |
| アメリカン航空77便テロ事件    | ナワーフ・アル＝ハーズミー           | 25   | サウジアラビア   |
| アメリカン航空77便テロ事件    | サリーム・アル＝ハーズミー           | 20   | サウジアラビア   |
| ユナイテッド航空93便テロ事件  | ズィアド・ジャッラーフ               | 26   | レバノン         |
| ユナイテッド航空93便テロ事件  | アフマド・アル＝ハズナーウィー       | 20   | サウジアラビア   |
| ユナイテッド航空93便テロ事件  | アフマド・アル＝ナーミー             | 24   | サウジアラビア   |
| ユナイテッド航空93便テロ事件  | サイード・アル＝ガームディー         | 21   | サウジアラビア   |

出典：

## 報道
ニューヨークやワシントンには世界中の報道機関が本社・支社・事務局を置いているため、一連の事件は、テレビ・ラジオ・インターネットなどを通じて全世界にリアルタイムで伝えられた。連日、新聞や週刊誌なども最大級の扱いで事件を伝えた。
当日およびその後のテレビ報道はインターネットアーカイブで保存公開されている。1機目の激突は、数カ月前から地元消防署の日常を密着取材していたフランスのテレビ局から派遣されていたビデオジャーナリストのノーデ兄弟によって偶然撮影（ガス漏れの通報があり、出動していた消防隊に同行していた）され翌日に報道されている。2機目の旅客機が激突する瞬間は、上記のようにプロやアマチュアを含む多くのカメラマンに撮影されている。

### アメリカ国内

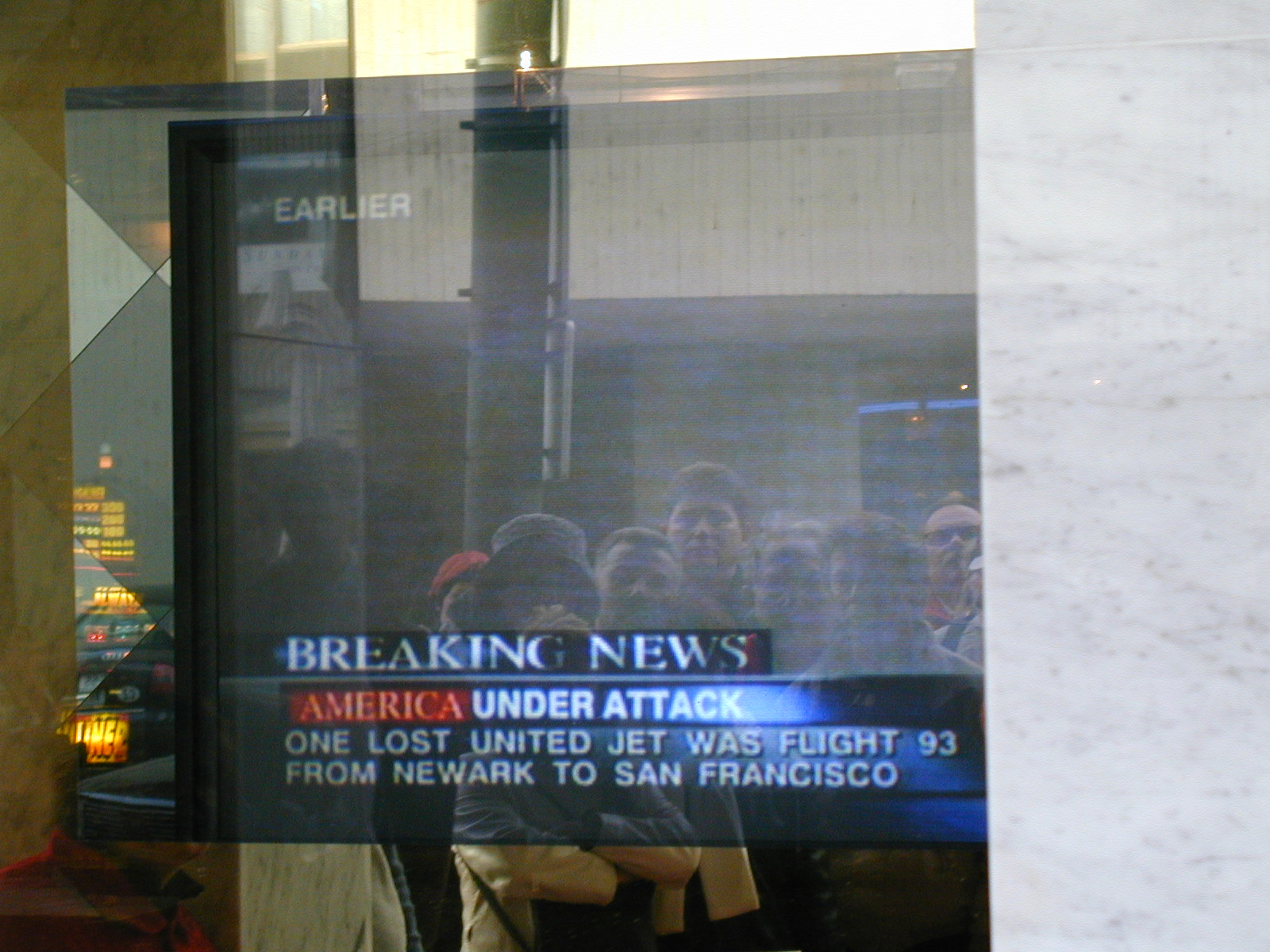
事件の放送を行うアメリカのテレビニュースを見つめるプラハ市民

1機目が突入したニューヨーク時間（アメリカ東部夏時間）8時46分はテレビ各局が朝のニュースショーなどの最中で、CNNは8時49分から、ABC・CBSなど他のテレビ局も8時50分前後から特別報道番組を開始、ロウアー・マンハッタン（WTC所在地）方面を向く情報カメラや報道ヘリコプターが建物の様子を伝え始めた。この時点では「小型機がビルに誤って衝突した事故」と報じるものが多かったが、中継の最中の9時3分、ツインタワー南棟にユナイテッド航空175便が突入した。2機目の突入以降、各テレビ局はテロの可能性が高いと論調を変えることになった。その後、9時30分にブッシュ大統領の演説が各局で中継される。
その後もツインタワーの炎上と崩壊、アメリカン航空77便のペンタゴン攻撃、93便の墜落（報道されたのは墜落してから30分以上たってからだった）など事態が続き、報道は週末の16日（日曜日）深夜まで休むことなく続いた。特にネットワーク3局の夕方ニュースのアンカーは最長で1日17時間にわたって伝え続けた。この週は新番組が始まる時期だったので、軒並み放送が順延され、内容変更を強いられた番組もあった。
また、国外向けの放送局であるCNBC（ヨーロッパ/アジア向け、本部はアメリカ国内）やCNNインターナショナルでも、本来あまり放送されない国内向けの放送を全編放送し続けた。

### イギリス
イギリスは昼過ぎであった。BBCにおいてはテレビ国際放送・BBCワールド（現：BBCワールドニュース）内で速報として13時前に炎上するワールドトレードセンターを映し出したのが第一報であった。午後1時からのニュース番組を始めた直後、2機目の突入の瞬間を生中継した。トニー・ブレア首相は14時30分頃、出席していたブライトンでの労働組合会議の場で「深い哀悼」の意を伝えた。

### 日本
以下、日本における報道については日本時間を使用する。なお、日本時間は現地の時間（アメリカ東部夏時間 (UTC-4)）より13時間進んでいる。当時の状況の主軸である世界貿易センタービルへの航空機衝突と崩壊の時刻を太字で示す。なお、日本ではワールドトレードセンター・ツインタワーの名称を「世界貿易センタービル」と報道した。
テロ発生直前の報道内容
2001年9月11日は台風15号と台風16号が前日から関東地方と沖縄を襲って多くの被害をもたらしたほか、9月1日に発生した歌舞伎町ビル火災の原因究明、9月10日に国内で初めて狂牛病疑いのある牛が千葉県で発見されるなど、この日のニュース番組では重大ニュースが多数報道されていた。
2001年9月11日21時46分、1機目のアメリカン航空11便が世界貿易センタービル北棟へ衝突
22時前後、「ニューヨークの世界貿易センタービルに航空機が激突（1機目のアメリカン航空11便）」という情報が各局のニュース番組またはニュース速報で一斉に伝達された。この時点ではほとんど情報が集まっておらず、詳細な状況は不明であった。
テレビ朝日 (ANN) では、定時の21時54分より「ニュースステーション」の放送を開始した。冒頭からCNNの映像をそのまま放送しており、1機目激突後の時点ではまだ事故と考えられていたため、1機目の激突により炎上する北棟の映像をしばらく流した後、台風関連のニュースを伝えていた。なお、この時メインキャスターの久米宏は夏季休養中であり、久米の進行はサブキャスターである渡辺真理が務めた。
22時開始の「NHKニュース10」（NHK総合テレビ）も、オープニング直後のヘッドラインは台風のニュースなどを流していた。しかし、ヘッドライン終了後キャスターの堀尾正明が「台風のニュースをまずお伝えしようと思ってたんですが、たった今こういうニュースが入ってきました」と切り出し、1機目激突の第一報を伝え、間もなくABCニュースの中継映像で炎上する世界貿易センタービルの姿が映し出された。
この時点ではまだ「事故」か「事件」かは明言されていなかった。報道機関は1機目衝突の瞬間を捉えておらず、消防士の取材をしていたカメラマンが撮影した1機目の映像も翌日まで放送されていなかった。ただ「ニュース10」に出演していたコメンテーターは、晴天時での不可思議な衝突という状況を理由として、2機目衝突前からテロの可能性を指摘していた。CNNでも同じような理由からテロの可能性が指摘されていたが、同時に、1945年7月28日にエンパイア・ステート・ビルディングにアメリカ陸軍のB-25爆撃機が衝突した事故を例に挙げ、操縦ミスによる突発的な事故である可能性も指摘していた（なお、この事故当時は深い霧が出ていた）。また、CNNなどでは「ボーイング737などの小型の双発ジェット機」が衝突したと伝えていたものの、英語の翻訳ミスからか、日本ではこの時点で「激突した航空機は小型の双発機」であるとの情報が報道されていた。しかし「小型」の根拠や「双発機」という語の解説がなされないなど情報が錯綜していた。
2001年9月11日22時3分、2機目のユナイテッド航空175便が世界貿易センタービル南棟へ衝突
ABCニュースの中継映像をそのまま放送していた「NHKニュース10」では、2機目の突入の瞬間が生中継された。映像では画面右側から飛行機が現れ、炎上する北棟（第1ビル）の真後ろに隠れるように見えた。そこには南棟（第2ビル）があり、数秒の後、南棟を襲った巨大な爆発によって炎と黒煙が上がる様子が映し出された。画面を通して見れば、1機目の激突で炎上する北棟が2度目の大爆発を起こしたように見え、NHKニューヨーク支局の記者は単に「今、また爆発がありました」と伝えた。これに対して堀尾が「今、2機目の飛行機が突入したように見えましたが」と聞き返した。
「ニュースステーション」では台風関連のニュースを伝えていた間に2機目の突入が起こったため、突入の瞬間は生放映されなかったものの、すぐに再びテロ関連のニュースに切り替えられた。この時、コメンテーターの萩谷順が「先週末からアメリカの情報機関により『中東のテログループがアメリカの利益を代表する建物ないし組織に対してテロを行おうとしている』との警告が流されていました」と述べている。
22時20分頃、NHKは「旅客機がビルに激突したとみられる」と伝えた。22時30分、フロリダ州の小学校を訪れていたブッシュ大統領が演説で「明らかなテロ」と発言した。22時45分頃、「ペンタゴン（国防総省）が炎上」というニュースが各局で伝えられ、一連の事件が「同時多発テロ」であるとの見方が固まった。間もなく炎上するペンタゴンの映像が映し出され、爆発・火災の原因が3機目の旅客機の可能性があると伝えられた。旅客機がハイジャックされていたという内容の現地メディアの報道も日本国内に伝えられ始めた。
これらの各ニュース番組では放送予定だった他のニュースより優先して、ニューヨーク・ワシントンとの中継映像が放送され続けた。時間（事件の拡大）とともに民放各社も次々に通常番組を打ち切り、臨時ニュースの放送を開始した。TBS系列では22時37分、放送中の毎日放送制作「ジャングルTV ～タモリの法則～」を途中で打ち切り、「筑紫哲也 NEWS23」を前倒しで開始。フジテレビ系列では、関西テレビ制作のテレビドラマ「ウソコイ」最終回を放送していたが、番組の途中で「ニュースJAPAN」キャスターの田代尚子アナウンサーによるニュースを何度か流した後、ドラマ終了直前の22時45分から報道特番を開始した。独立UHF局においても、通常時はテレビ東京のニュースをネット受けしない三重テレビは、この日は「ワールドビジネスサテライト」を臨時ネットした。21時から「火曜サスペンス劇場」を放送中の日本テレビはCMと本編の間に「NNNきょうの出来事」キャスターの井田由美アナウンサーによる短いニュースを挟んだが、番組自体は休止しなかった（同局は次番組のきょうの出来事以降、本格的な特番体制に入る）。
2001年9月11日22時59分、世界貿易センタービル南棟が崩壊

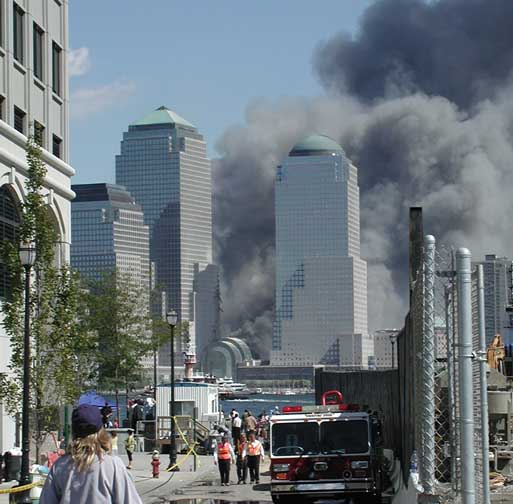
ワールドトレードセンターの崩壊直後の煙の様子

NHKではワシントン支局と中継を結んでいる間にそれが起こり、途中で当時の支局長手嶋龍一の発言を遮るようにニューヨークに画面が切り替えられた。片方のビルが姿を消し、大量の煙に覆われたニューヨークと、 NHKのカメラが路上から撮影した南棟崩壊時の映像（この映像はNHKが世界で唯一デジタルハイビジョンカメラで撮影した映像である）が映し出された。これらの映像は二棟が重なるアングルであったため崩壊の程度が分かりにくく、当初は「ビルの一部が崩壊した」とも伝えられていた。また、ワシントンの各所で爆発が相次いだという誤報が流れ、画面に「アメリカで同時テロ」の字幕が映し出された。
2001年9月11日23時28分、世界貿易センタービル北棟が崩壊
この時もNHKはスタジオを映していて2つのビルの崩壊の瞬間はいずれも中継されなかった。しかし間もなく、巨大な超高層ビルが上部から完全に崩壊し、膨大な瓦礫と化してマンハッタン南部が煙で覆いつくされる衝撃的な映像が放送された。さらに23時40分頃には、4機目（ユナイテッド航空93便）がペンシルベニア州西部に墜落したというニュースが伝えられた。NHKアナウンサーの堀尾は次々と起こる惨劇を報道する中で「大変ショッキングな映像ですが、現実の映像です」と発言した。
日本のほぼ全てのメディアは、翌日の明け方までテロに関する情報を伝え続けた。
民放テレビ局は深夜のCMが全面休止され終夜放送を行った。
深夜から早朝にかけての民放テレビではTBS、フジテレビなどCMの全面カットを行った局があったものの、日本時間翌朝以降は民放テレビ局のCM枠こそ再開されたが、一部企業のCMが順次自粛され、その穴埋めとして公共広告機構（現：ACジャパン）のCMに差し替えられた。
NHKはテロ発生直後から、総合テレビとBS1を中心に9月12日夜まで断続的にテロ報道を実施（総合テレビの連続テレビ小説「ちゅらさん」は通常通り放送、大相撲秋場所については幕内の取り組みに限定して放送時間を短縮して放送した）。それ以後も深夜1-5時に予定していた「ミッドナイトチャンネル」で放送する予定の番組を休止して、毎時00分からの臨時ニュースに充てた。
ラジオも、NHKラジオ第1放送（23:20から）、NHK-FM放送（1:00から飛び乗り）の「ラジオ深夜便」を急遽全編休止し、断続的に翌朝までテロ報道に充てたほか民放のAM放送はローカル局まで含めてほぼ全局が特番体制となり、FM放送民放局は番組編成自体は通常体制としながらもMCによる状況アナウンスが小刻みに入れられた。
日本の放送メディアにおける海外の非常事態の終夜放送は、1991年1月17日に勃発した湾岸戦争（多国籍軍による空爆開始）以来であった。また駐日アメリカ軍向けに英語でラジオ放送を行うAFNも通常放送を中断してニュースを伝え続けると同時に、アメリカ軍の警戒態勢や行動上の注意を喚起する内容の放送を、ニュースの合間に繰り返し行っていた。
2001年9月12日6時25分、世界貿易センターの第7ビルが崩壊
8時30分頃、日本人大学生1人がユナイテッド航空93便に搭乗していたと報道された。9時30分からブッシュ大統領がホワイトハウスで行った演説が中継され、10時20分から小泉純一郎首相、福田康夫官房長官が首相官邸で記者会見を開始した。午後1時50分頃、1機目激突の瞬間を撮影したカメラマンの映像が放送された。こうしてこの日もほとんどテロ事件関連ニュース一色となった。夜のゴールデンタイム枠ではお笑い・バラエティ番組が休止され、特別番組が放送された（テレビ朝日では「ニュースステーション」を1時間前倒しして放送、TBSではナイター中継を通常時間より1時間短縮し、特別番組を放送）。
テレビでは、事件から1週間程度の期間は、通常番組を休止あるいは放送延期等を行い特別報道番組を放送する局もあった。新聞各紙も一面に大見出しで事件を伝えたほか、号外も発行された。事件が朝刊各版の締め切り間際に立て続けに起こったため、各新聞は配達先によって記事内容が一部異なっている。多くの週刊誌も特集を組むなどして大きく事件を伝えた。
当時、CNNインターナショナルを日本国内の衛星放送・ケーブルテレビ局向けに配信していたJCTVでは、この事件を受け、急遽通常は行っていない深夜帯の同時通訳を行った。後に当時の同時通訳陣の心境をまとめた短い記事を、同社CNN紹介ウェブサイト内に期間限定で掲載している。

### 情報の錯綜
「同時多発テロ」と呼ばれるように複数のテロが短時間に連続して発生した。当時の社会において、従来型の「テロ」や「犯罪」の概念を超越した規模だったため、時事刻々と変化する状況に対して報道機関の対応が追いつかず、情報が錯綜した状況が続いた。
当時はインターネットの回線速度が遅い上に、情報共有が可能なWebサイトが電子掲示板しか存在せず、カメラ付き携帯電話やSNSもまだアメリカでは普及していなかったため、一般人からのリアルタイムな情報共有にも期待できなかった。
事件当日から事件翌日の日本もしくはアメリカの各新聞・テレビ報道において確認された誤報の一部として、下表のようなものが挙げられる。日本の新聞における誤報については訂正が締切時間に間に合わず、結果的に翌12日の朝刊のいくつかの掲載が誤報になった例も含まれている。
| 報道内容                                           | 実際の状況・備考                                                     |
| -------------------------------------------------- | -------------------------------------------------------------------- |
| 小型の双発機が衝突した「事故」                     | 2機目衝突によりテロと判明。小型機ではなく中型のジェット旅客機        |
| ハイジャックされた飛行機の便名・航空会社の取り違え | 12日未明に確定                                                       |
| 被害者は6人死亡・約1000人負傷                      | 左記の情報は1993年の爆破事件の数字。ビルの崩壊後「数千人の可能性」に |
| パレスチナ解放民主戦線 (DFLP) が犯行声明           | 数十分後、ダマスカスの本部でスポークスマンが否定と報道               |
| 国務省で自動車爆弾爆発                             | 発生していない                                                       |
| ホワイトハウス、連邦議会付近で爆発                 | 発生していない                                                       |
| ペンシルベニア州で墜落した飛行機はボーイング747    | ボーイング757                                                        |
| 11機の旅客機がハイジャックされ、数機が行方不明     | 4機以外にハイジャック機は存在しない。                                |
| ハイジャック機がキャンプ・デービッドへ墜落         | 発生していない                                                       |
| 大韓航空85便がハイジャックされた                   | 同便パイロットの操作ミス（大韓航空85便ハイジャック誤報事件）         |

これらの状況はアメリカ合衆国などにおいても同様で、事件発生当初は激突した航空機も中型のジェット旅客機ではなく小型民間機（小型の単発もしくは双発プロペラ機など）と報道されていた。またユナイテッド航空93便がクリーブランド・ホプキンス国際空港に着陸したという内容の速報記事も報道されたが、後にデルタ航空1989便をUA093便と混同していたことが判明し、誤報として訂正された。この他にもBBCはテロ攻撃の直後にハイジャック犯とされる人物の情報を発表したが、その後その内の数人が存命中の別人であったことが判明すると情報を修正した。BBCは後に当時報告された氏名がアラブ人やイスラム教徒に多く見られるものであったため。初期での混乱が起きたのだろうと釈明している。また、これらの情報の混乱が根拠のない陰謀説や都市伝説が起きるきっかけになった。

### 映像・写真など
テレビでは事件発生直後から、さまざまな場所・方向から記録された映像が放送された。特に旅客機がワールドトレードセンターなどの被害を受けた建物に突入する瞬間や、ツインタワーの上層階から飛び降りる人、ツインタワーが崩れ落ちる衝撃的瞬間をとらえた映像は1週間近くにわたり何十回、何百回となく繰り返された。しかしこれは数千人が殺害された瞬間にほかならず、遺族や関係者、さらには子供にショックやトラウマを与える可能性が懸念され、次第に自粛を要請する声が上がった。やがてニュースでこの事件の映像が放送されるときも、こうした「衝撃映像」は少なくなった。

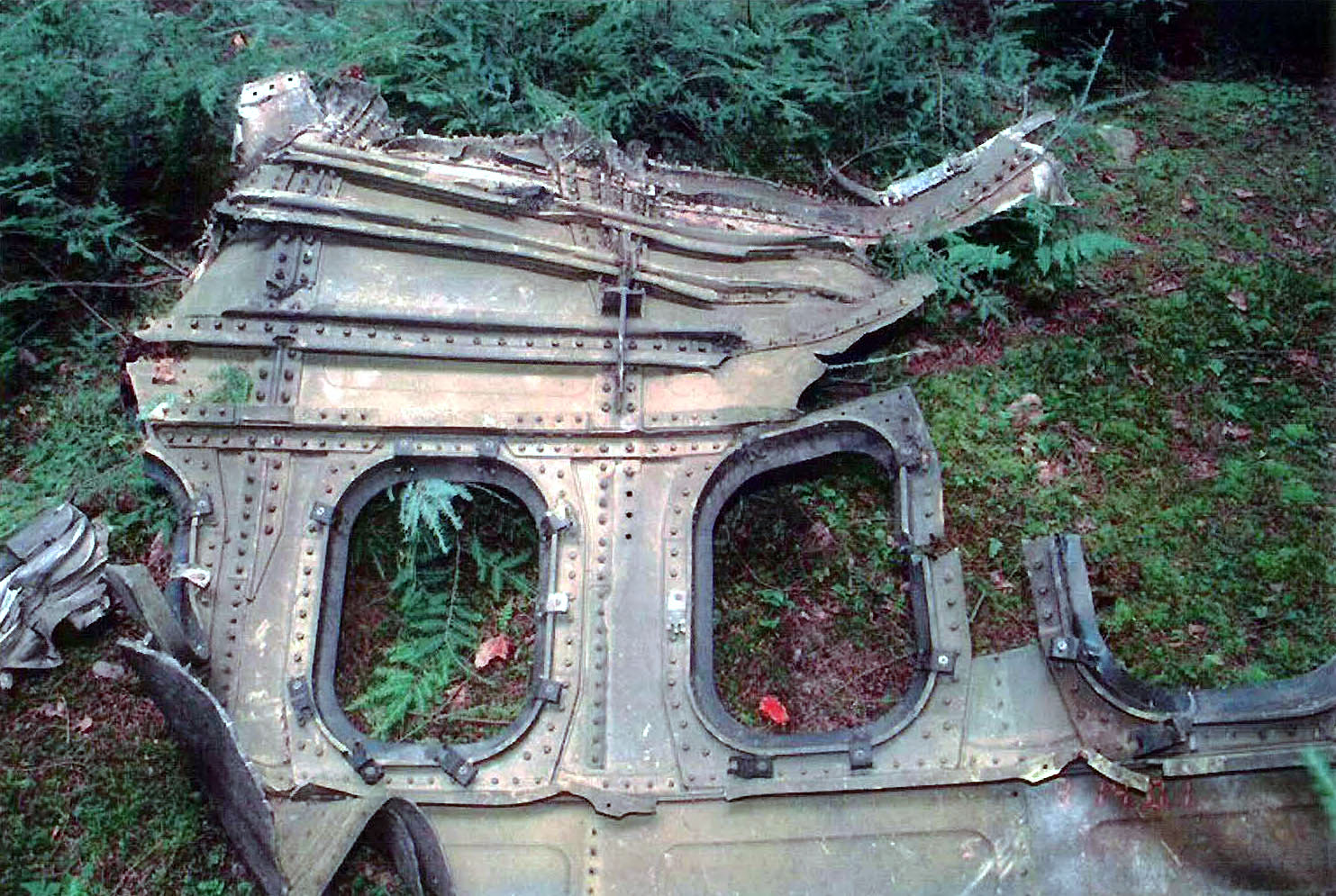
ユナイテッド航空93便の残骸

事件後の新聞各紙や週刊誌などには、ビルが炎上・崩壊する写真のみならず、血まみれでうずくまる市民や炎上しているツインタワーの上層階から飛び降りる人の写真などが大きく掲載された。アメリカ合衆国では後者の写真をめぐって論争が起こった。アメリカ国民の大多数が信仰するキリスト教は自殺を禁じているからである。2006年にイギリスで製作されたドキュメンタリー「The Falling Man」は、この論争を取り扱ったものである。
一連の事件を記録した写真や映像は、各マスコミのみならずマグナム・フォトのようなプロフォトグラファー、あるいは事件を目撃し撮影した市民によって大量に残された。マグナムは "NEW YORK SEPTEMBER 11" と題して写真集を発売した（日本版あり）。ニューヨークでは事件後に写真展覧会が行われ、それらの写真はインターネットで公開されたほか、"HERE IS NEW YORK" と題した写真集として発売されている。
2006年に公開されたユナイテッド航空93便を描いた映画「ユナイテッド93」や、「ワールド・トレード・センター (映画)」でも、事件を伝える当時のテレビ局の映像が使われている。なお「ユナイテッド93」では当時の様子を極力再現するため、情報伝達の混乱や誤りなどがそのまま伝えられている。

## 被害者に関する情報

### テロによる犠牲者
| ニューヨーク市       | ワールドトレードセンター | 2,606      |
| ニューヨーク市       | アメリカン11便           | 87 + 5     |
| ニューヨーク市       | ユナイテッド175便        | 60 + 5     |
| アーリントン         | ペンタゴン               | 125        |
| アーリントン         | アメリカン77便           | 59 + 5     |
| シャンクスヴィル近郊 | ユナイテッド93便         | 40 + 4     |
| 合計                 | 合計                     | 2,977 + 19 |

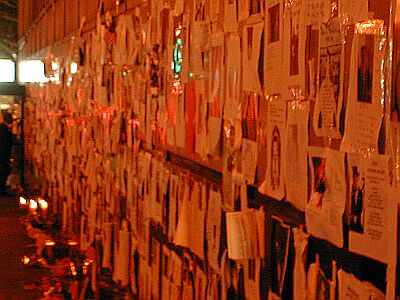
事件現場に張られた行方不明者の安否を尋ねる張り紙

この無差別テロ事件における死者は合計2,996人、負傷者は6,000人以上とされている。テロリストを除いた犠牲者は2,977人であり、ワールドトレードセンターへの攻撃による犠牲者は2,753人、アメリカ国防省（ペンタゴン）への衝突による犠牲者は184人、ユナイテッド航空93便の墜落による犠牲者は40人だった。
ワールドトレードセンターの現場での犠牲者2,753人には、ニューヨーク市消防局の消防士343人と、71人の警察官（ニューヨーク市警察本部の警察官23人、ニューヨーク・ニュージャージー港湾公社警察の警察官37人を含む）が含まれている。
2,996人の死者の内訳は、ハイジャックされた4機の旅客機の乗員・乗客が265人（テロリストを含む）、ワールドトレードセンターでの死亡者が2,606人、アメリカ国防省での死亡者が125人とされている。
このテロ攻撃では270人から400人のユダヤ人が犠牲になったと推定されている。またこれに関連してアメリカ合衆国国務省は76人分のユダヤ人犠牲者のリストの一部を公開した。
2017年8月の時点でも、犠牲者全体の40%に当たる1,112人の遺体がいまだ未確認の状態だった。多くの遺体がばらばらになって散乱しており、2006年には南棟に隣接するドイツ銀行ビルの屋上で無数の遺骨の破片が発見された。
日本人の犠牲者は、南棟72階にあった富士銀行（現：みずほ銀行）ニューヨーク支店の駐在員12人をはじめ、北棟102階にあり閉鎖されていた西日本銀行（現：西日本シティ銀行）ニューヨーク支店の残務処理をしていた駐在員2名、最も犠牲者を出したキャンター・フィッツジェラルドの職員、さらに旅客機に乗客として登場していたシリコングラフィックスの職員など24人に及んだ。富士銀行ニューヨーク支店では、現地スタッフを含む計23人が犠牲となり、遺体として残ったのは手の一部で「残りは蒸発した」と説明を受ける遺族もいた。日本人全員の死亡が宣告されたのは、事件から半年近くが経過した3月2日のことだった。

### WTCツインタワー両棟崩壊による健康被害

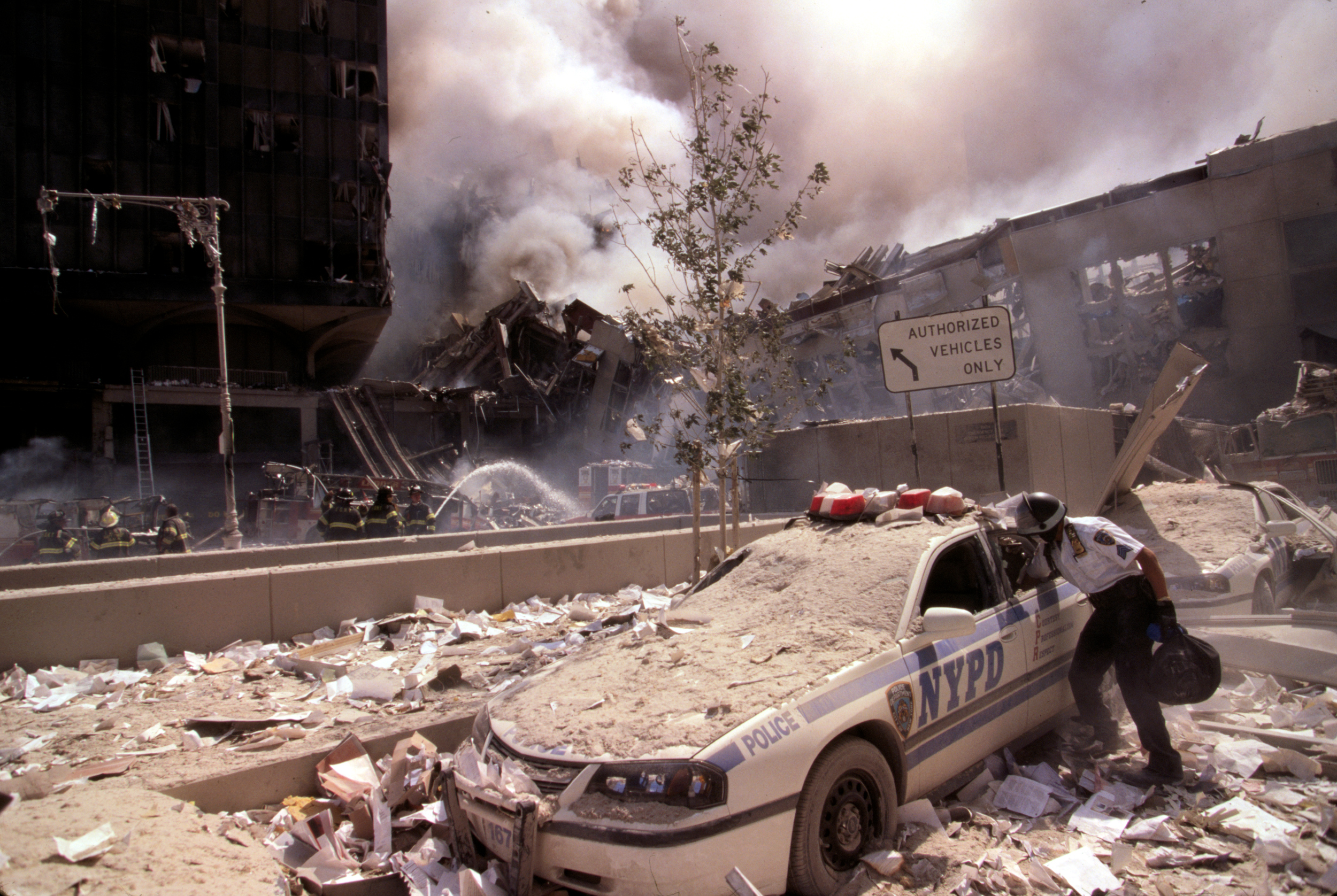
ツインタワー崩壊後に破片に覆われたパトカー

現場はワールドトレードセンターの鉄骨に吹き付けられていた石綿（アスベスト）やツインタワー内にあったコンピュータや蛍光灯からの水銀、ベンゼンをはじめとする火災により発生した多環芳香族炭化水素化合物等の危険な粉塵も含まれており、救難活動を行った犬が次々に死に、肺に障害を訴える人が続出していた。しかし、アメリカ政府はそれを否定し、十分なデータの裏付けもないのにEPAも「空気は安全」と報知したことから、安全よりもニューヨークの復旧作業といち早いウォールストリートの営業の再開を優先したのではないかという疑惑も挙がっている。これに対して、EPA監査局はホワイトハウスの環境諮問委員会からの圧力で安全宣言の発表に至ったという報告書を2008年8月に発表している。これによると、EPAの安全宣言はアスベストの含有量の数値など実際のサンプルがあったにもかかわらず、曖昧な表現に書き換えられた形跡もあるという。
現場で救助作業などにあたった人では、安全宣言により防塵マスクを付けなかったため、健康被害が拡大された可能性も指摘されている。このような作業員や消防士、住人を含めテロ発生時またはその直後に現場近辺にいた人では、肺疾患や白血病、癌などの発生が報告されており、医療機関などにより粉塵被害との因果関係が追跡調査されている。特に消防士では、精巣癌や非ホジキンリンパ腫、前立腺癌、多発性骨髄腫になるリスクが有意に高いとする論文も発表されている。約3000人の作業員に対する追跡調査では、28%の人で肺機能に何らかの異常が認められている。
ニューヨーク市警察 (NYPD) など法執行機関においても、多数の警察官がテロ事件に関連した疾病 (9/11 related illness) で死亡している。2016年8月までの警察官および法執行官の死者数は110人。内訳は以下の通り。
- ニューヨーク市警察：99人
- 港湾公団警察：1人
- ナッソー郡警察：1人
- アメリカ動物虐待防止協会警察部：1人
- ニューヨーク市立大学警察部：1人
- ヨンカーズ市警察：1人
- アルコール・タバコ・火器及び爆発物取締局 (ATF)：1人
- 連邦保安官：1人
- ピークスキル市警察：1人
- ニューヨーク州警察：1人
- ニューヨーク郡地方検事付捜査官：1人
- ヴァージニア州・アーリントン郡警察：1人

2011年1月、健康被害を受けた消防士や警察官らに医療費補償など約42億ドルを支給する法案が成立した。

## アメリカ合衆国政府の対応

### 非常事態宣言
ブッシュ大統領は速やかに非常事態を宣言した。冷戦時代につくられた政府存続計画が初めて実行された。ワールドトレードセンター・ツインタワーやペンタゴンへの攻撃がなされた後しばらくの間は、さらなるテロに備えてDEFCON3が発令され、州兵、予備役が動員された。空港などには厳戒態勢が敷かれ、全ての国境が封鎖された。また、連邦航空局の命令によりアメリカ国内の民間航空路の封鎖、アメリカ領空内への民間機の入域・通過が禁止され、領空内を飛行中の民間機は全て最寄の空港に強制的に着陸させられた。
これらの措置は数日間続いた上、この措置が行われた地域はアメリカ本土のみならず、アメリカが航空管制を担当しているサイパンやパラオなどの太平洋諸国の一部地域や、北大西洋の一部地域など広範囲に及んだ。これにより多くの外国人がアメリカ国内に足止めされた上に、多くの旅客機と乗客、運航乗務員と客室乗務員が地上待機させられたため、世界各国の航空会社の運行が大混乱に陥った。

### 捜査
この事件においては、ハイジャック犯の機器操作ミス（犯人側は乗客に向けて、機内放送をするつもりだったと見られるが、機内放送用のスイッチではなく、管制塔とのやり取り用の無線スイッチを押していた）によって操縦室内の会話が管制室に入るようになり、アラビア語を話していることから、おそらくはアラブ人が犯人であることが早期に推測できた。
また、客室乗務員は機内電話を使用して会社へハイジャックを報告し、犯人の特徴、人数と座席番号を伝えた。このため、航空会社は犯人の氏名、住所、電話番号からクレジットカードの使用履歴までを把握することが可能となった。また、数名の乗客も手持ちの携帯電話や機内電話で家族や友人にハイジャックの事実を伝えた。これらの電話の会話はほとんどが機体の破壊の時まで続いた。この内いくつかの会話は録音されており、事件捜査に使用された。

### 犯人引渡し要求

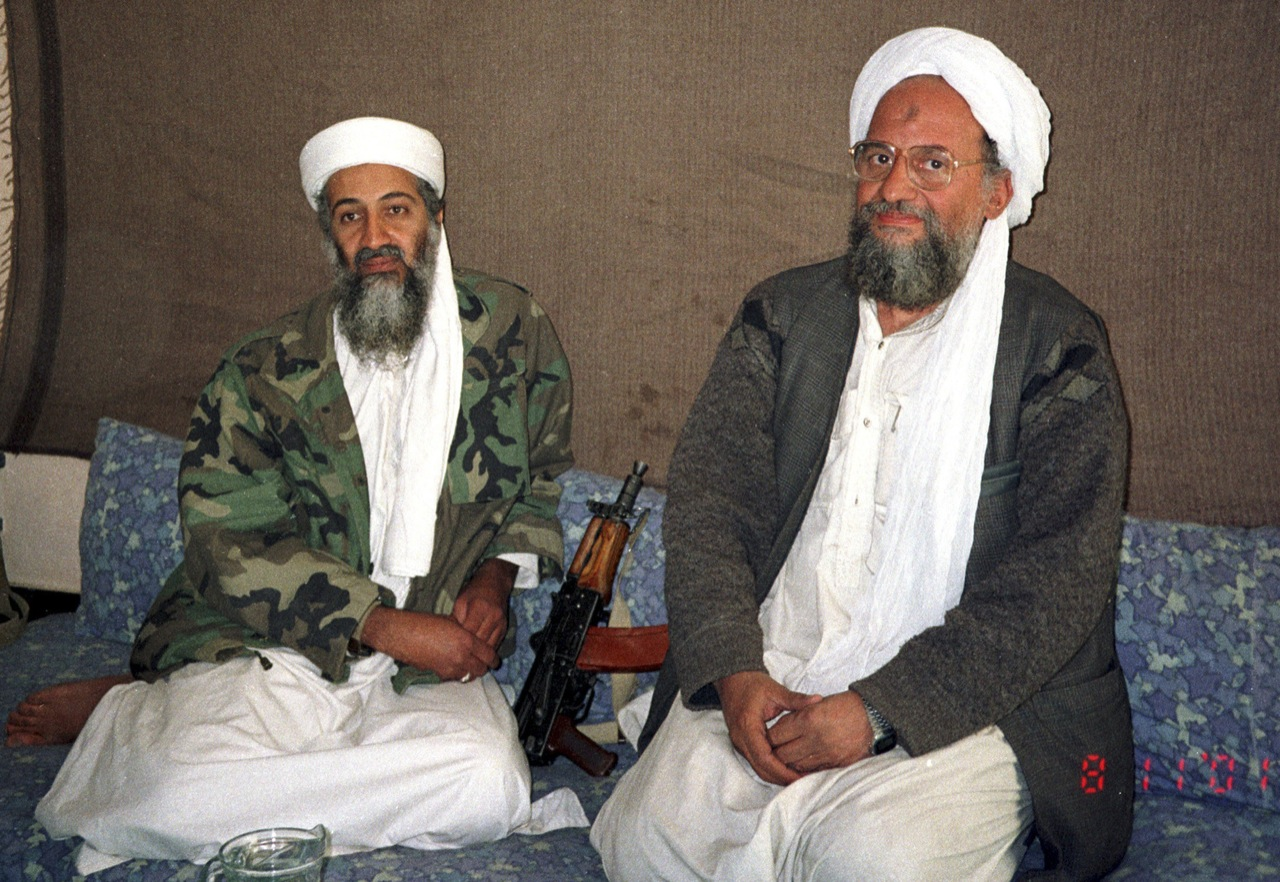
ウサーマ・ビン・ラーディン（左/2001年11月撮影）

アメリカ合衆国政府はこれらの捜査の結果から、このテロ攻撃がサウジアラビア人のウサーマ・ビン・ラーディンをリーダーとするテロ組織「アルカーイダ」によって計画・実行されたと断定し、彼らが潜伏するアフガニスタンのターリバーン政権に引き渡しを要求した。
しかしターリバーン側は、「証拠があれば引き渡す。しかし、今の段階ではアルカーイダのやったこととは断定できない」と主張し、引き渡しを拒否したが、アルカーイダの司令官のビン＝ラーディンは、後にアメリカ同時多発テロ事件を実行したことを認め逃亡し、2011年5月1日に殺害された。
なお、サウジアラビアなど湾岸協力会議を構成するアラブ諸国もテロ攻撃を批判し、アメリカによるアフガニスタン攻撃を支持する声明を出した。

## アメリカ市民の様々な反応

### 愛国心
喪失感が充溢する中でアメリカ国民は、求心力を愛国的な意識を共有することに求め、速やかな報復を肯定する世論が形成されていった。具体的な物的証拠が挙げられないうちから、CNNなどのアメリカ合衆国の大手マスコミなどにおいても、イスラム原理主義を信奉するアラブ系人種によるテロ説が唱えられ（同じようなことは、オクラホマシティ連邦政府ビル爆破事件の際にも発生した）、流言に乗った市民によるアラブ系住民への暴行事件が多発、アラブ系男性が射殺される惨事にまで発展した。また、ヨルダン系アメリカ人アメリカ兵がテロ後に受けた差別がきっかけにより、8年後の2009年11月5日に陸軍少佐がフォートフッド陸軍基地で銃乱射事件を起こしている。
これに対し、アラブ系アメリカ人には「Arabic Americans support U.S.（アラブ系アメリカ人は合衆国を支持する）」などと書いた横断幕を自家用車に掲げ、アメリカ合衆国の味方であることを示した者もいた。事件発生直後のテレビ報道の中で、中東系の人々が勝ち誇ったように興奮する映像が流されるなど（本テロ攻撃との関係は全く不明）、いわゆる国家的陰謀論に結びつくような偏った報道が事件直後から行われていたとする説もある。
（大統領時代にはビン・ラーディンを脅威と考えていた）前大統領であるビル・クリントンは、「同時多発テロ事件を見て、それが直ちにビン・ラーディンによるものだろうと考えた」と後に述べており、方法はともかくとしても、アメリカ合衆国に対するイスラム原理主義勢力によるテロ攻撃の可能性は以前から意識されていたものである。

### 消防隊員、警察官
炎上するワールドトレードセンター・ツインタワーに取り残された人々を救出すべく命がけでビルに突入し、ツインタワー両棟の崩壊で殉職した消防隊員や警察官に対してその勇気と献身的態度を賞賛する声がアメリカ合衆国のみならず世界中から寄せられ、その遺族に対する募金や手紙も世界各国から寄せられた。同じような賞賛は有毒物質が散乱する事件現場で遺体や遺留品の捜索を行った作業員たちにも同様に寄せられた。
テロ直後、ニューヨークの消防隊員から日本の公安職員で構成するNGO日本警察消防スポーツ連盟宛てにSOSが発信され、同連盟から消防救助隊員11人を現地入りさせて救助活動を実施した。世界中から多数の救助隊がテロ現場に向かいアメリカ入りしたが、アメリカ国籍以外の外国人で実際に救助活動したのは、唯一日本の救助隊のみであった。

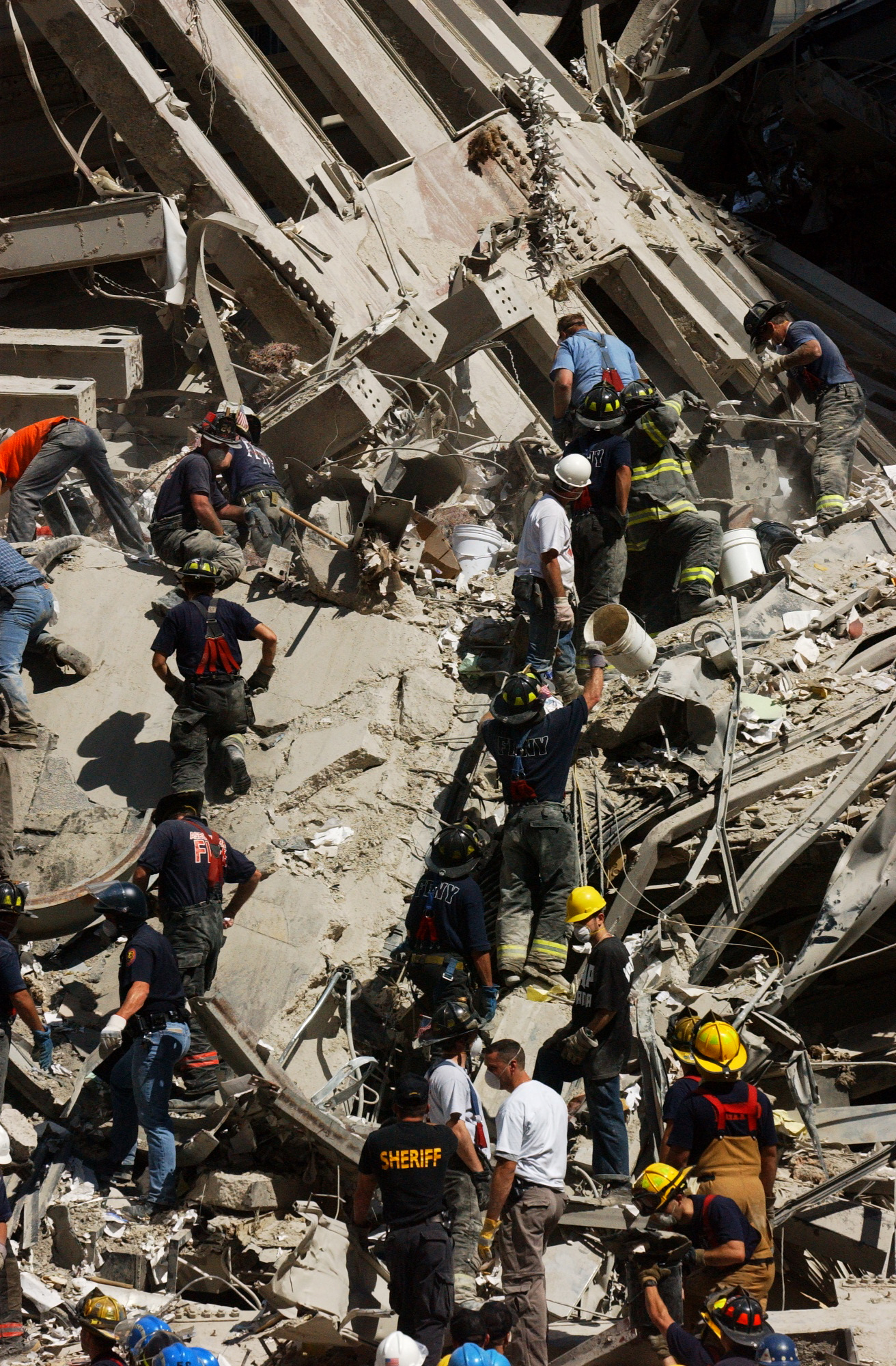
活動する消防隊員ら
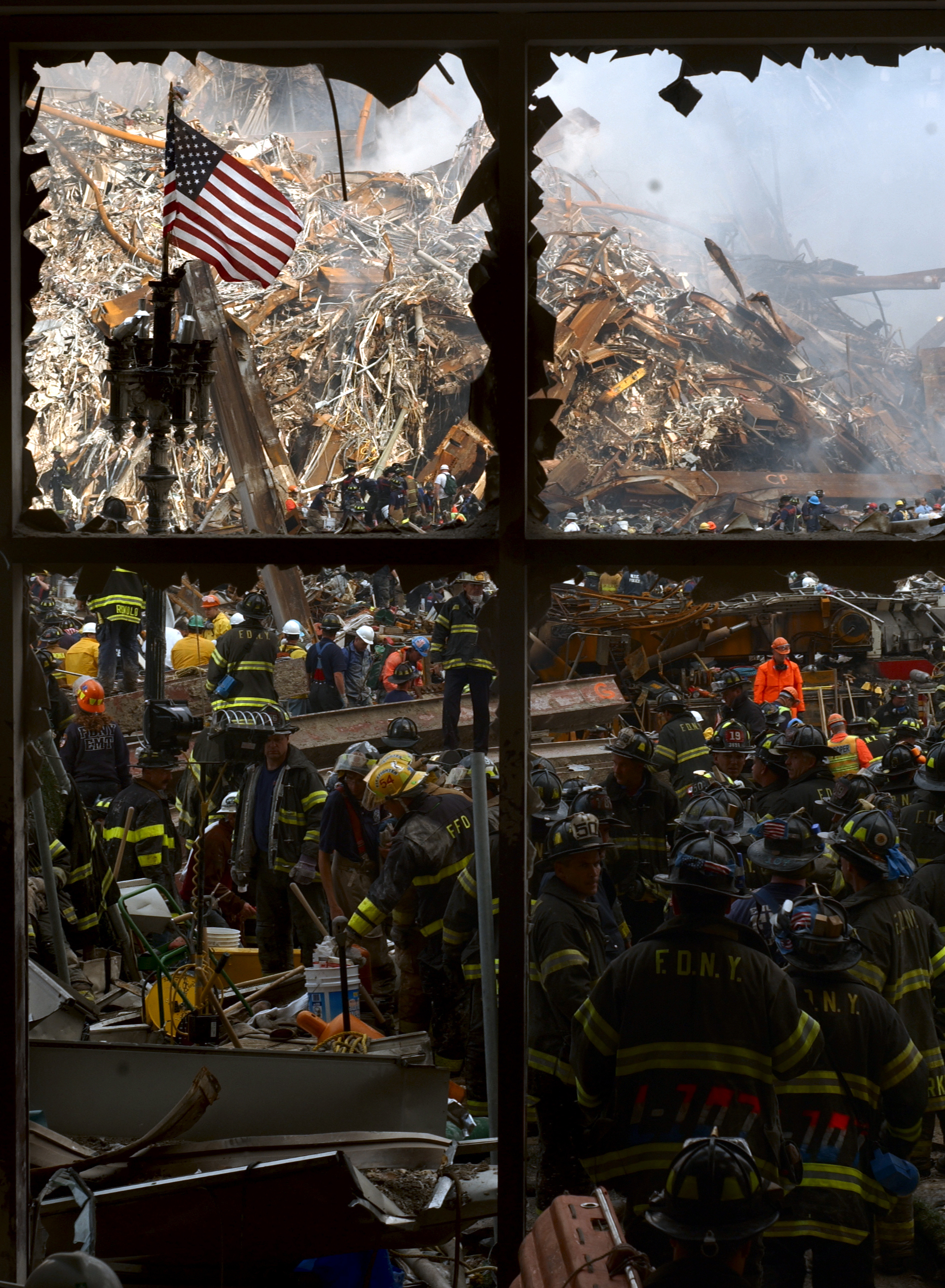
活動する消防隊員ら

### ブッシュ大統領の支持率
事件直前、ジョージ・W・ブッシュ大統領の支持率は50%を切っていた。そもそも、前年の大統領選挙は僅差での勝利であるために、また大統領選における大規模な混乱は選挙の正当性への議論を招いたことから、選挙直後から政権支持率は高くなかった。大統領就任後の初めての大きな事件としてその指導力が国民の注目を浴びることとなり、それがテロとの戦争として位置づけられたことから、事件直後には国民の支持率は史上最高の9割に到達、いみじくも政権最初の年から国民の支持を得た形となった。

### 娯楽・文化活動の自粛

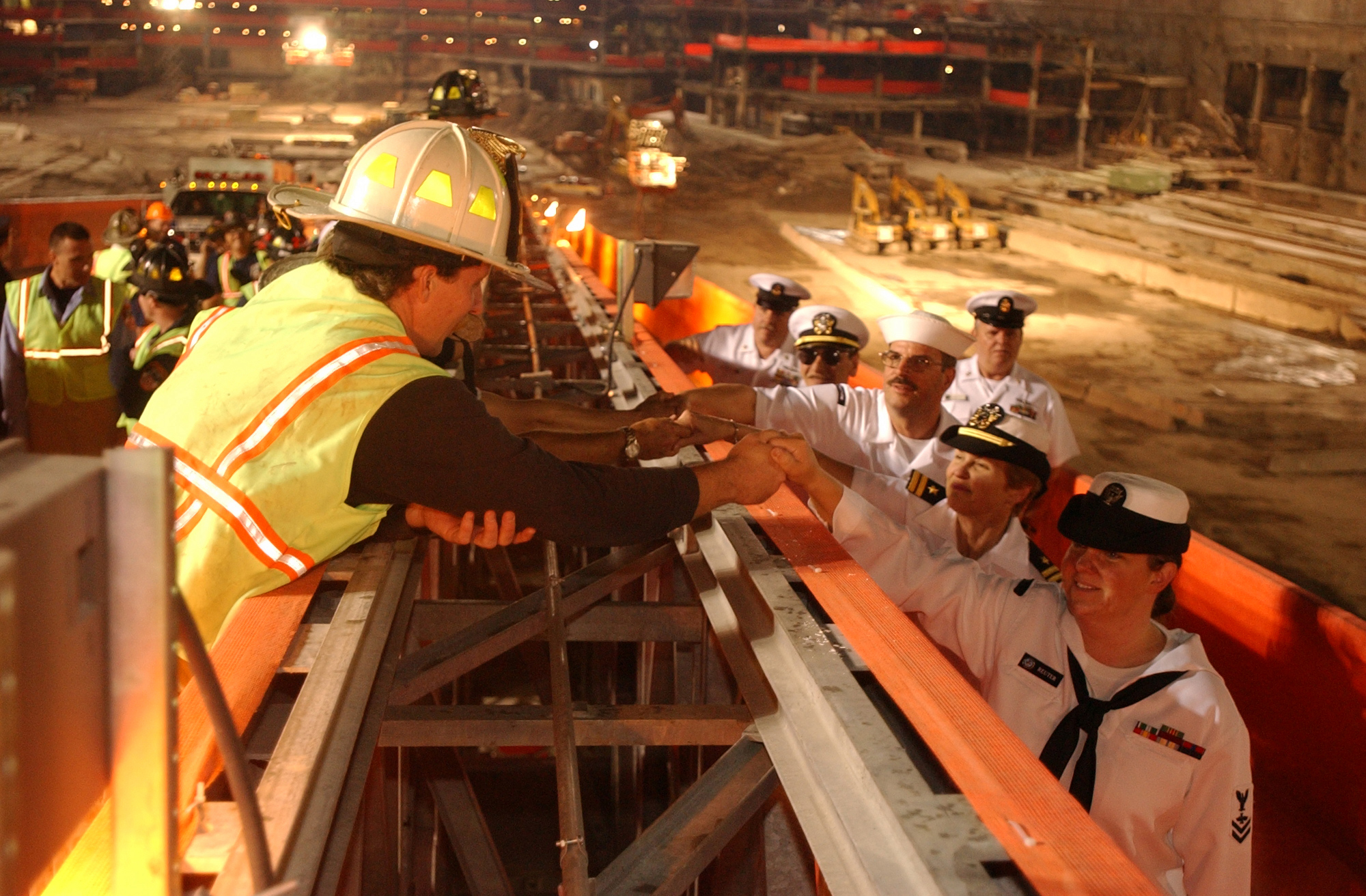
崩壊したワールドトレードセンター・ツインタワーにおける捜索作業の終了に際する式典（2002年5月28日）

テロ以降、ニューヨークでは数々のイベントが、市民感情およびセキュリティ上から中止となり、また週末に予定されていたNFLのレギュラーシーズンも中止が決定された。
しかし、2日後にWWEがヒューストンにて興行を決行すると、ブロードウェイのミュージカルやメジャーリーグをはじめとする多くのイベントは、再度のテロを警戒する警察官の警護の元に程なくして再開し、「テロにひるまず通常の生活を続ける」という意思表示を行うとともに、打ちひしがれたアメリカ合衆国国民の心を慰めた。

### 放送自粛
これを受け、全米1200もの系列局を傘下に持つラジオ放送大手のクリアチャンネル (Clear Channel Communications) は、事件直後に放送自粛曲リストを作成した。リストには以下のような著名なアーティストの楽曲が多数含まれ物議を醸した。
- ルイ・アームストロング「この素晴らしき世界」
- クイーン「地獄へ道づれ」・「キラー・クイーン」
- ジョン・レノン「イマジン」
- ビートルズ「涙の乗車券」・「ア・デイ・イン・ザ・ライフ」・「ルーシー・イン・ザ・スカイ・ウィズ・ダイアモンズ」・「オブ・ラ・ディ、オブ・ラ・ダ」
- サイモンとガーファンクル「明日に架ける橋」
- レッド・ツェッペリン「天国への階段」
- ドアーズ「ジ・エンド」
- レイジ・アゲインスト・ザ・マシーン 全曲

### 移動手段の変化

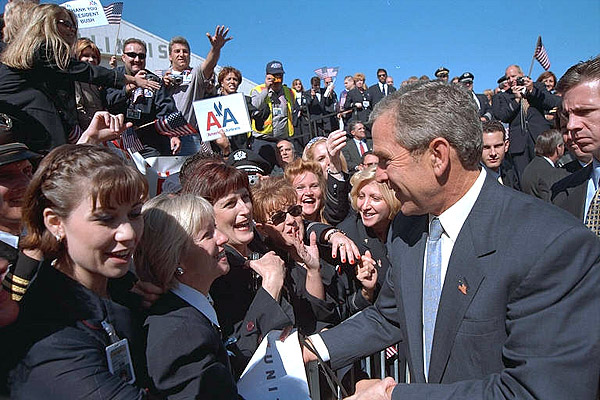
オヘア国際空港を訪問し、航空会社社員から歓迎を受けるブッシュ大統領（2001年9月27日）

テロ攻撃の後、アメリカ人の多くがテロを警戒して民間航空機による移動を避けて自家用車による移動を選択したために、同年の10月から12月までのアメリカ合衆国における自動車事故による死者の数は前年比で約1,000人増加した。
また、アムトラックやグレイハウンドなどの民間航空機以外の公共中長距離交通機関や、レンタカーの利用者も急増した。これによりグレイハウンドなどは臨時増便を行うなどして収益が改善したものの、空席が増えた航空会社の収益は悪化する結果となった。

### イスラム教へのヘイトクライム
同時多発テロの後、アメリカではイスラム教への敵意が広まり、ムスリム（男性なら頭にターバンを巻き髭を生やした人、女性ならばヒジャブを被り顔だけ出している人）に対するヘイトクライムの数が急増した。
イスラム寺院やイスラム教の学校、中東系のコミュニティセンターには電話や手紙による脅迫が相次ぎ、落書き、石や火炎瓶の投擲、銃撃、豚の血を入れた箱をモスクの入り口に置いておくという悪質な嫌がらせが起きた。道を歩いていても罵声を浴びたり、アラブ系経営者の店舗、特にガソリンスタンドは危険なため、閉鎖せざるをえない状況になった。ムスリムは1日5回の祈りをするが、その祈りの中心であるモスクも暴動を恐れて閉鎖された。大学キャンパスでは中東系の学生が卵を投げつけられたり、職場では突然解雇されたり、数々の嫌がらせが広がった。アラブ系には全員身分証明書携帯を義務づける案に対して賛成者が49%、アラブ系の強制送還を求めようという案には58%ものアメリカ人が賛成する結果が出た。
アメリカ人が持つイスラム教への敵意は長らく続いた。8年前の1993年にアメリカ・イスラム評議会が行った世論調査によるとアメリカ国内で最も嫌われている宗教はイスラム教徒というデータが出ており、2010年9月11日には、牧師テリー・ジョーンズの主催により、「国際コーラン焼却日」と称するコーランを燃やすイベントが開かれようとした。しかし、世界中のイスラム教徒から抗議が殺到して中止に追い込まれた。

## 国際社会の対応
このテロに対する国際的な反発は大きかった。国際連合は安全保障理事会で9月12日にテロの脅威に対して「あらゆる手段を用いて闘う」とした国際連合安全保障理事会決議1368、この日に行われた第56回国際連合総会でもアメリカ政府と市民に哀悼と連帯を表してワシントンおよひペンシルベニア、そして国連本部を置くニューヨークへのテロ攻撃を非難する決議A/RES/56/1を当時の全加盟国189カ国が満場一致で採択し、9月28日には史上初の国際立法とされる国際連合安全保障理事会決議1373で「全ての国」にテロ対策とその報告を義務付けた。11月10日にはルドルフ・ジュリアーニがニューヨーク市長としては初の国連演説を行ってテロとの戦いを呼びかけ、ブッシュ大統領も国連総会での初めての演説でこれらの世界の支持に感謝してテロとの戦いを宣言、11月12日には国際連合安全保障理事会決議1377ではテロは「全国家と全人類への挑戦」とされ、世界各国でテロ対策が進んだ。
11日にブッシュ大統領は、イギリスのブレア首相、フランスのシラク大統領、ロシアのプーチン大統領、中華人民共和国の江沢民国家主席ら4人の常任理事国首脳と電話会談し、テロ対策で共闘を合意した。同年4月に南シナ海で起きた海南島事件で米中は緊張関係にあったが、テロ後の初外遊で同年10月に訪中したブッシュと協調する中華人民共和国は上海APECの議長国としてロシアや日本など各国首脳とテロとの戦いを呼びかける共同声明をまとめた。また、北大西洋条約機構 (NATO)・欧州連合 (EU)・東南アジア諸国連合 (ASEAN)・アフリカ統一機構・アラブ連盟、イスラム諸国会議機構などのような機関もブッシュ大統領のテロとの戦いの呼びかけに応じた。米州機構は米州相互援助条約に基づいてテロは米州全体への攻撃とし、NATOとオーストラリアはテロは北大西洋条約第5条と太平洋安全保障条約第4条に当たるとして自衛権を発動した。
また、アメリカの同盟国や先進国と大国だけではなく、インドなどアジアの非同盟諸国もアメリカ合衆国を支持し、さらに1980年代にパンアメリカン航空機に対するテロを支援した過去のあるリビアや、ターリバーンの公然たる後援者であったサウジアラビアとパキスタン、イランアメリカ大使館人質事件以来アメリカとは犬猿の仲であるイラン、北朝鮮のような反米とされる国々でさえ犯人グループを非難し、アメリカ合衆国に対する支援に同意した（ただし、アメリカ合衆国はこの後、後述するようにアフガニスタン、イラクに侵攻するが、これが中東の反米感情を刺激したことを原因として2007年にはイランがイラク国内の過激派に武器を供与している疑いがあると報道された）。
2006年11月14日に、反米的なウゴ・チャベス大統領率いるベネズエラの国会は、アメリカ合衆国大統領に呼びかける決議案を満場一致で採択した。メキシコ国境における壁の建設を激しく攻撃し、第4章で、「イスラム・テロとの戦争」の根拠となった2001年9月11日の事件について「ブッシュ政権が、ワールドトレードセンター・ツインタワーとその犠牲者に対する自爆テロに関し、またペンタゴンに激突したとされる航空機についての明確な釈明、およびビンラディンとブッシュ家との関係を提示するよう強く」要求している。

## 調査

### サウジ政府の関与疑惑
オバマ政権は2016年7月、米捜査官のダナ・レゼマンとマイケル・ジェイコブソンがまとめた「ファイル17」と呼ばれる文書を公開したが、その中には、サウジアラビアとハイジャック犯を結びつけるワシントンD.C.のサウジアラビア大使館付属のサウジアラビア諜報員の疑いがある人物を含む、3ダースの人物を名指しで挙げたリストが含まれていた。

## その後

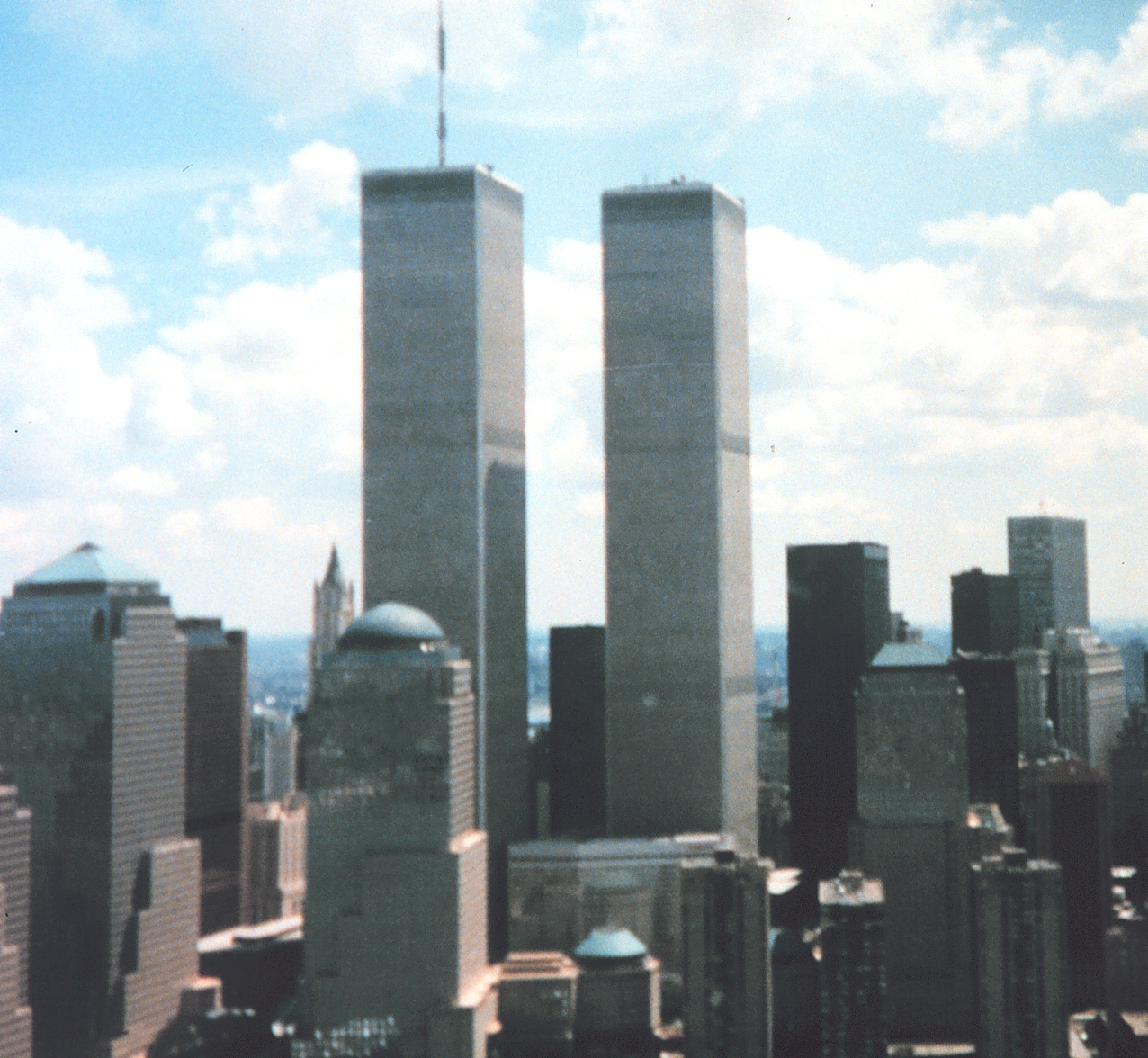
テロ事件発生以前のワールドトレードセンター・ツインタワー

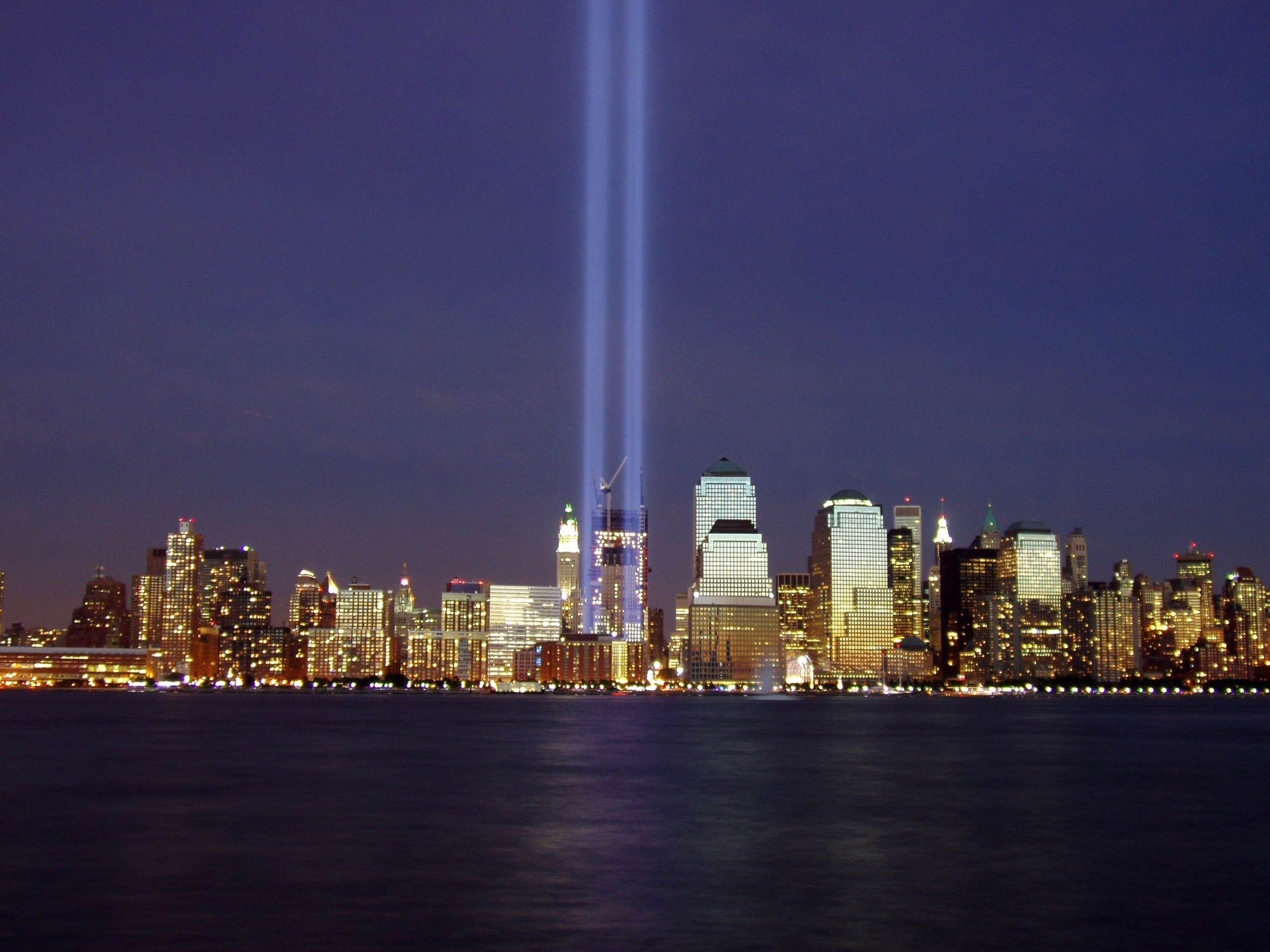
2004年9月11日、ツインタワーが光線によって再現された

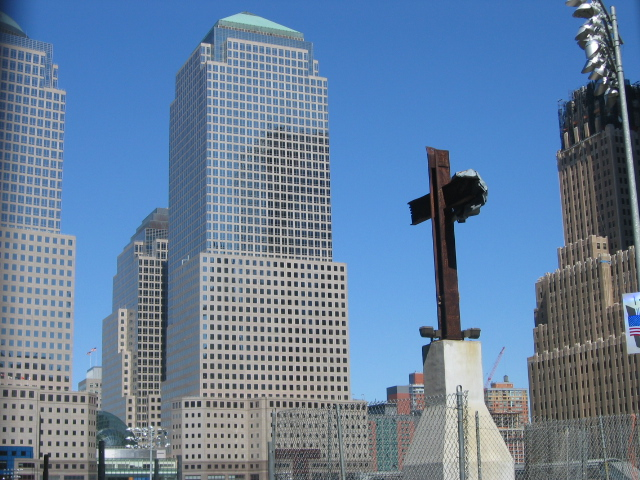
2005年時点のワールドトレードセンター・ツインタワー跡地（グラウンド・ゼロ）

### 対テロ戦争
ブッシュ政権は、このテロ事件を契機にアフガニスタン侵攻を行い、さらに2002年に国際テロ組織とならず者国家と断じた悪の枢軸（イラク、イラン、北朝鮮）との戦いを国家戦略とし、「アメリカの防衛のためには、予防的な措置と時には先制攻撃が必要」として推進する方針を決めた。これを元に、アメリカ合衆国はイラクに対して大量破壊兵器を隠し持っているという疑惑を理由に、イラク戦争に踏み切った。
この行動に対しては、アフガニスタン（当時はターリバーン政権）攻撃と異なり、国際的な態度は分かれ、日本・イギリス・フィリピン・スペイン・イタリアなどのアメリカ合衆国同調国と、フランス・ドイツ・ロシア・中華人民共和国などのアメリカ非同調の立場に分かれた。
その後の2004年10月、アメリカ合衆国政府調査団は「開戦時にはイラク国内に大量破壊兵器は存在せず、具体的開発計画もなかった」と結論づけた最終報告書を米議会に提出。2006年9月には、アメリカ上院情報特別委員会が「旧フセイン政権とアルカイダの関係を裏付ける証拠はない」との報告書を公表しており、開戦の正当性が根底から揺らぐ結果となっている。
なお、テロ直後のアメリカ連邦議会で、対テロ戦争への反対を表明した者は、民主党議員のバーバラ・リーただ1人だけだった。
またブッシュ大統領は、イラク戦争後の2004年に中東首脳を招いて会談を開き、サウジアラビアやシリアのように王制や独裁政治が色濃い中東各国がテロの温床になっているとして、これらの国々を民主化すると宣言し、中東各国は“それぞれの国情を無視しアメリカ式を押し付けるもの”と強く反発した。アメリカ合衆国は中東民主化を今後の外交の方針に掲げるとしているが、この様な強権的なやり方には中東諸国のみならず、多くの国から批判が集中している。
さらに、「アメリカ合衆国がアメリカ合衆国であり続けるために必要」として、「愛国者法（反テロ法）」を制定、2005年7月には暫定法であった同法を恒久化。市民のプライバシーを大幅に制限、公安活動の用に供するとして、また12月には、国家安全保障局の行う不法な盗聴を大統領権限で事実上黙認していたこと、2006年5月には、テロリスト関係者、またはそれらと少しでも接触のあった外国人をアメリカ合衆国入国の際に令状抜きで不法に連行・収監、自白を取るための拷問がCIAとFBIによって行われていたことが明らかになるなど、警察国家化傾向が国内の一部市民団体から批判されている。

### WTCコンプレックス跡地の再開発
ワールドトレードセンター・コンプレックスの跡地については、遺族から慰霊の場としてほしいという意見もあった。しかし多くのオフィススペースを失ったためにニューヨークから企業が流出することを恐れた市当局や、跡地を所有してきたニューヨーク・ニュージャージー港湾局らは、金融街に近くビジネス街の一等地であるこの場所に新たなオフィスビル・商業施設と交通ターミナルの再建を希望した。当初の再建案はあまりにも経済復興の色が強く遺族の反対で撤回され、改めて世界の建築家を集めて行われた建築設計競技の結果、アメリカ人建築家ダニエル・リベスキンドの案が採用された。
2004年7月、ワールドトレードセンター・コンプレックス跡地に再びビルを建設するための起工式が行われた。敷地内にはツインタワー北棟・南棟跡の祈念スペースを囲むように数本の超高層ビルが建ち、最も高いビルは「フリーダム・タワー（自由の塔）」（2009年に1 ワールドトレードセンターに名称変更）と名づけられ、アメリカの独立した1776年に因んで、1,776フィート (541 m) の高さとなる。2014年11月3日開業。周囲にはタワー3・タワー4・タワー7が建設済み、タワー2・タワー5が建つ予定。
一方、崩落したワールドトレードセンター・コンプレックスの残骸には、発見されない相当数の遺体が含まれると思われた。遺体はDNAすら判別できないほどに傷んでいると思われるが、遺族は取り扱いに非常に神経を尖らせていたため、残骸は廃棄することができず、ごみ処分場に大量に放置されている状態であった。しかし、2005年3月初め、当局はおよそ1,100人分の身元が判明できないまま確認作業を中止すると発表した。鉄骨類は屑鉄として再利用のためインドへと輸出された。

### アメリカ同時多発テロ以降のアメリカ国内でのテロ状況
2001年のアメリカ同時多発テロ後から現在（2024年）に至るまでの間、アメリカ国内ではアルカイダなどの国際的テロ組織によるテロは一度も起きていない。この間にテロ計画やテロ警報は何度もあったが、そのほとんどをFBIがテロの実行前に犯人を逮捕しているか、計画だけで実際には実行されずに終わったテロがほとんどである。
しかしFBIが察知できずに実行されたテロが3件だけ起きている。それは2009年12月25日のノースウェスト機テロ、2010年5月1日のタイムズスクエアテロ、2010年10月29日のアメリカ行き航空便テロの3件がある。しかしこれら3件とも爆弾が爆発せずに未遂に終わっている。したがって、アメリカ国内においてアルカイダなどの国際的なテロ組織によるテロはこの事件以降一度も成功していない。

### 戦死兵と自殺兵
ブラウン大学が2021年6月に発表した調査によると、9・11以降、アメリカはアフガニスタンやイラクへの軍事作戦を展開し、この一連の軍事行動（2001年から2021年の20年間）で、戦死した米兵は7,057人であるのに対し、戦地から帰国した後にPTSDなどを発症して自殺した元米兵は、4倍以上の3万177人に上ることが分かった。

## 事件の影響

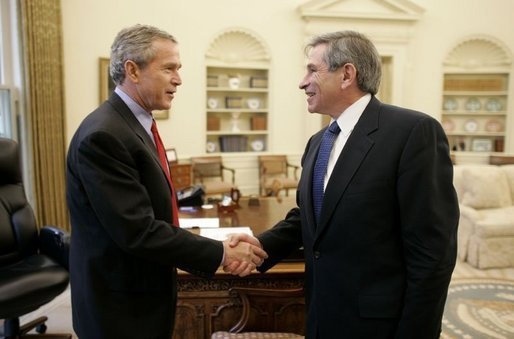
「ネオコンの代表的人物」とされる大統領ジョージ・W・ブッシュと国防副長官ポール・ウォルフォウィッツ

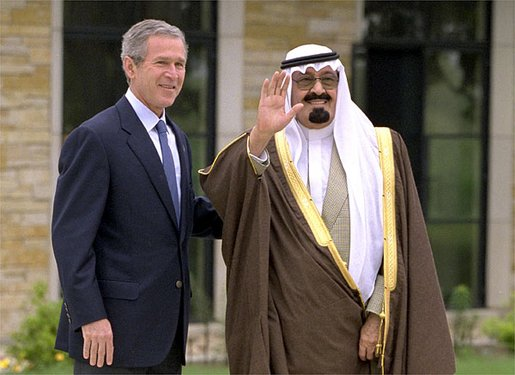
ブッシュとサウジアラビアのアブドラ皇太子（当時）

アメリカ同時多発テロは、アメリカ合衆国の政治、そして冷戦後の国際社会の大きな転換点となった。アメリカ同時多発テロ事件が勃発する前には、20世紀の「アメリカ合衆国国民の記憶に残る日」は、1963年11月22日のジョン・F・ケネディ暗殺事件、あるいは1941年12月7日の大日本帝国海軍による真珠湾攻撃であった。これらに代わってアメリカ国民は、この2001年9月11日をテロの脅威と共に永遠に記憶にとどめることになった。
アメリカ同時多発テロは、「外国がアメリカ本土を襲撃した事件」として、「真珠湾攻撃」と度々対比されている。真珠湾攻撃は日本の正規軍が軍事行動としてアメリカ本土ではなくハワイのアメリカ軍基地を攻撃したケースであったが、アメリカ同時多発テロはアメリカ本土が襲撃された事件という意味でも衝撃的な大事件ともなった（なお1942年には日本海軍機がアメリカ本土を数回爆撃している）。しかも、真珠湾攻撃とアメリカ同時多発テロ事件は干支が同じ辛巳であり、「60年後の真珠湾攻撃」とも呼ばれた。2001年12月に開かれた真珠湾攻撃60周年のイベントでも、真珠湾攻撃とアメリカ同時多発テロ事件が一緒に言及された。
アメリカ合衆国国内の世論は急速に先鋭化・超国家主義化したと言われ、ネオコン（新保守主義）勢力が政治の世界で隆盛し、影響力を増大させた引き金ともなった。その後、アメリカ合衆国によるテロ支援国家への攻撃には国民の大半が賛同した。議会でも野党民主党が共和党のタカ派路線を容認する動きが目立った。事件直後、ブッシュ政権がアメリカ同時多発テロ事件へのイラクの関与をほのめかし、過剰なマスコミ報道によりそれが増幅されたために国民の間にイラクとサッダーム・フセインに対する敵意が増大し、2年後のイラク戦争の呼び水となったと言われる。その後、独立調査委員会の調査でイラクの関与が否定され、ブッシュ大統領自身もそれを認めたにもかかわらず、2005年3月の世論調査では、米国民の約60%が「イラクはアルカーイダを支援していたと思う」と答えている。
一方、他の国ではアメリカ合衆国の方針に対して世論が二つに割れた。親米的な意見（アメリカ合衆国の主張）としては、これを基に世界中の独裁国家の自由民主化を進めるべきだという意見などがある。特にブッシュ大統領が悪の枢軸としたイラク・イラン・北朝鮮などで非自由民主的体制が猛威を振るっているとされる状況で、これを解決するべきだとの声もある。その後のアメリカ合衆国の対応を見ると、イラクやイランに対しては攻撃的な姿勢であるものの、表向き寧辺核施設無力化を受け入れた北朝鮮、大量破壊兵器を放棄したリビア、同盟国のサウジアラビアに対しては穏和な姿勢を持つなど、二重基準と批判する対応が目立つ。
反米・反戦的な意見としては、「自由の国アメリカ」のシステムを国外に普及させることを使命とするネオコン勢力の拡大は、政府の好戦的姿勢に反対する意見を言えない雰囲気を作り出しているとする声もあり、リバタリアニズムなど反ネオコン陣営からの反発も高まっている上に、アメリカ合衆国国内でさえ破綻しかけているアメリカ合衆国的価値観・システムの押し売りであるという反発が多い。
このテロ事件を動機にして、アメリカ合衆国は国連協調を投げ棄てて一国独走主義の時代になったり、冷戦時代の米ソ対立の構図の残滓も消え、世界の軸は無類の超大国一国によって動かされる（ジョン・ボルトンの国連軽視発言）時代になったとする意見もあり、これを「アメリカ帝国」と表現するアントニオ・ネグリ、マイケル・ハートのような思想家などもいる。
軍事面では、戦争をこれまでの「国家vs国家」から、「民間軍事組織vs国家」の構図として描く傾向が濃厚になった。

### 対アフガニスタン人道援助
事件後のアフガニスタン攻撃に伴う対アフガニスタン人道援助・資金援助は、アフガニスタンとの国交を唯一保ったパキスタンが窓口となった。アフガニスタン向け援助は、その10-80%がアフガニスタンに届く前にパキスタンにおいて横流しされ、イスラム原理主義者を勢いづかせたのではないか、という意見もある。
息子をワールドトレードセンターで失った日本人の白鳥晴弘は、ビン・ラーディンへの手紙を手にアフガニスタンへ渡航した。しかし、空爆でアフガニスタンの子どもが犠牲になっている姿に接し、息子の遺産を元に基金を設立。アフガニスタンへの人道支援を行っており、著作もある。

### 政権交代
なお、事件後にアメリカ合衆国を中心に行われたイラクへの侵攻に同調し派兵を行ったイギリスやスペインでは、この派兵に反対するイスラム過激派と見られる集団による一般市民を狙ったテロ事件が発生し、多くの人命が失われた。また、アメリカ合衆国主導で行われたイラク侵攻に同調し派兵することに対して、上記のようにこれらの国の内部で国民の意見が二分した。
その結果スペインでは、2004年3月のマドリードにおける列車爆破テロ事件後に行われた選挙で、アメリカ合衆国への支持と派兵を決定したホセ・マリア・アスナール首相率いる国民党が敗退し、ホセ・ルイス・ロドリゲス・サパテロ率いるスペイン社会労働党に政権が交代した。
同じくアメリカ合衆国への支持と派兵を打ち出して以降人気が急落していたイギリスのトニー・ブレア首相が任期途中で退陣することを発表するなど、アメリカ合衆国への支持と派兵はこれらの国における政権交代のきっかけを作ることとなった。

### 金融市場
アメリカ同時多発テロ事件が起きた時刻はアメリカ合衆国での取引が始まる前で、多くの金融機関が入居するワールドトレードセンターで起きた事件ということもあり、その日のアメリカ合衆国国内の取引は中止。翌週の17日（月曜日）に再開するまで、取引所や金融機関は修復作業に追われた。9月10日の終値が9,605.51ドルだったNYダウは、取引が再開された17日には取引時間中に8,883.4ドルまで下落することになり、9月10日に121円を付けていた円ドルのレートも、翌日には118.5円まで値を落とした。なお、1機目の衝突直後から南側ビルの崩壊までの間だけでNYダウは100ドル以上下落していた。
一方、取引中だったヨーロッパではCNNやCNBCを通じて事態が明らかになると全ての取引所で株価の全面安が起きる。明くる12日の東京市場の東証株価指数 (TOPIX) は6%以上の下落となった。これは一部で「9・11ショック」とも報道されていた。その後多くの国においては株価の低迷がしばらくの間続くこととなる。
また、9月18日のタイムズ紙によると、事件の数日から数週間前にかけて、アメリカ・日本・イギリス・ドイツ・イタリアの株式市場で航空会社や保険会社、軍事関連企業などの株式が大量に信用売りされ、テロ攻撃の結果、株価が暴落した直後に安値で大量に買い戻された不審な売買形跡が認められたという。

### 航空業界

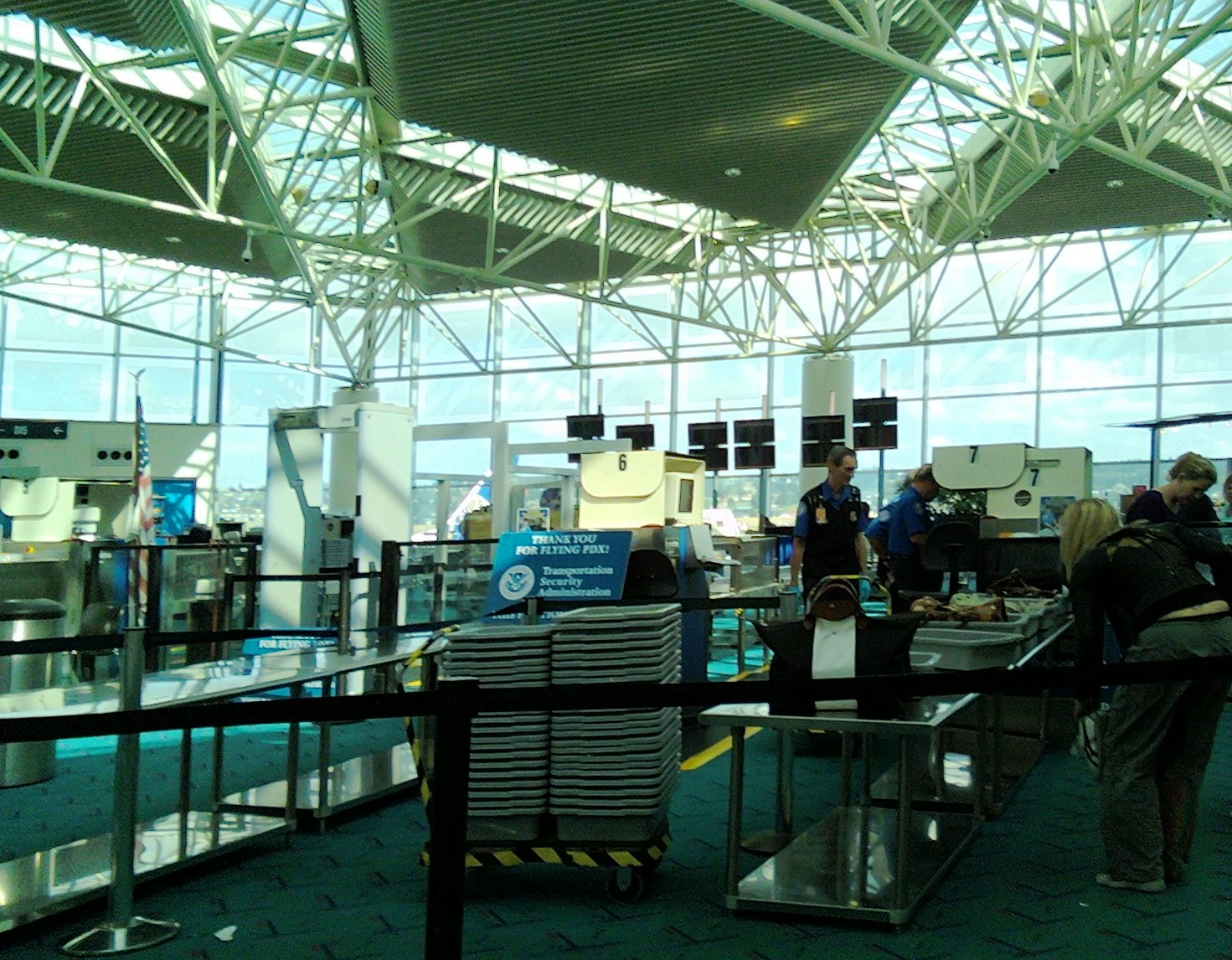
ポートランド国際空港の身体検査場

このテロが航空機を用いたものであったことや、シティグループやオムニコム・グループ、マイクロソフトなど、アメリカを中心とした大企業が緊急なものを除く外国出張の禁止を命じたことなどから、事件後は航空需要が一時的に激減し、世界中の航空会社が大きな打撃を受けることとなった。
テロの標的となったユナイテッド航空だけでなく、標的にならなかったノースウエスト航空・デルタ航空も、連邦倒産法第11章の適用を申請し経営破綻した。また、サベナ航空やスイス航空、アンセット航空など、アメリカ以外の航空会社も多くが赤字に転落した上経営破綻し、そのうちのいくつかは姿を消した。
また、以前より空港や機内での保安体制が強化され、搭乗客への身体検査や手荷物の検査が厳重化されたほか、操縦室のドアなども強化するよう法律が改められた。
アメリカは全世界にバイオメトリック・パスポートの導入を要求し、従わない国および市民はビザ免除プログラムの対象外とした。

## 陰謀説
ウサーマ・ビン・ラーディンを筆頭とするアルカーイダが引き起こした予測不能なテロ事件であるとする公式な見解と異なり、アメリカ政府は事前に事件を察知していたがなんらかの理由でその発生を見逃した、もしくはテロ事件自体がアメリカ政府による自作自演であったとする陰謀説が存在する。

## 博物館・慰霊碑

### アメリカ
国立9・11記念館・博物館（9・11メモリアル・ミュージアム）
跡地には事件を後世に残すための9.11記念碑・博物館 (en) が2011年9月にオープンした。
9・11トリビュート・ミュージアム（9/11追悼博物館）
事件の遺族や現場に駆けつけた消防隊員などによって設立され、2006年にニューヨーク市のロウアー・マンハッタン地区にオープンした（国立9・11記念館・博物館とは別の施設）。140を超える国や地域から500万人以上が訪れたが、新型コロナウイルスの世界的大流行で来館者が減少して財政難となり、2022年8月17日に閉鎖され、展示品や記録映像の大半はニューヨーク州博物館に移された。

### 日本
東京都千代田区大手町の大手町タワー横の雑木林「大手町の森」には、犠牲になった富士銀行ニューヨーク支店の従業員の慰霊碑がある。

## 関連資料

### 報告書
- National Commission on Terrorist Attacks (2004). The 9/11 Commission Report: Final Report of the National Commission on Terrorist Attacks Upon the United States ; W. W. Norton & Company. ISBN 0-393-32671-3.
  - 同時多発テロに関する独立調査委員会 『9/11委員会レポート ダイジェスト 同時多発テロに関する独立調査委員会報告書、その衝撃の事実』 WAVE出版、2008年。ISBN 4-87290-326-9.
  - アメリカ合衆国に対するテロリスト攻撃に関する国家委員会・著、住山一貞・翻訳『9/11レポート2001年米国同時多発テロ調査委員会報告書』 ころから 2021年 ISBN 978-4-907239-57-2
翻訳者は、息子が富士銀行の駐在員として死亡。陰謀論の蔓延に影響を受け、2004年の追悼式典の帰りに存在を知った報告書を10年かけて翻訳した[184][185]。
- American Society of Civil Engineers (2003). The Pentagon Building Performance Report, January 2003; American Society of Civil Engineers. ISBN 0-7844-0638-3.
- Therese McAllister (Editor), Federal Emergency Management Agency (U.S.) (Producer), Federal Insurance and Mitigation Administration (U.S.) (Producer) (2002). World Trade Center Building Performance Study: Data Collection, Preliminary Observations, and Recommendations; Federal Emergency Management Agency（United States Government Printing）. ISBN 0-16-067389-5.
- 「“テロリスト”と呼ばれて」（NHKスペシャル）

## 関連書籍
- 青木冨貴子『目撃 アメリカ崩壊』文春新書 ISBN 978-4166602254
- 堤未果『グラウンド・ゼロがくれた希望』 ポプラ社 ISBN 4591081419
- 岡崎玲子『9・11ジェネレーション -米国留学中の女子高生が学んだ『戦争』』集英社新書 ISBN 408720233X
- 白鳥晴弘『息子からの伝言：テロでわが子を亡くして』新風舎 2003年 ISBN 978-4797433623
  - 白鳥晴弘『息子からの伝言 20年目の9・11 心の旅路』健灯商會 2021年 ISBN 4-910650-00-8 - 増補改訂版[181]
- 住山一貞『2001年米国同時多発テロ 9/11の真実を求めて』ころから 2022年 ISBN 978-4-907239-58-9 - 報告書翻訳者による、他のテロ事件やイスラム原理主義を交えた解説[185]。